# Liste der in der NS-Zeit verfolgten und vertriebenen Wissenschaftler der Medizinischen Fakultät der Goethe-Universität
Die Liste der in der NS-Zeit verfolgten und vertriebenen Wissenschaftler der Medizinischen Fakultät der Goethe-Universität umfasst die größte Gruppe unter den verfolgten Wissenschaftlerinnen und Wissenschaftlern der Goethe-Universität. Das hat entscheidend mit der Arbeit von Udo Benzenhöfer zu tun, der einerseits das Schicksal der verfolgten Professorenschaft aufarbeitete, zusammen mit Monika Birkenfeld aber auch das Augenmerk auf die Menschen hinter der Professorenschaft richtete und das Schicksal der angefeindeten und verfolgten Assistenzärzte, hospitierenden Ärzte und Volontärärzte untersuchte. Das führte zu einer deutlichen Erweiterung des Personenkreises, der auch schon in der Arbeit von Renate Heuer und Siegbert Wolf über Die Juden der Frankfurter Universität im Fokus der Untersuchung stand.

## Das Schicksal jüdischer und/oder politisch missliebiger Wissenschaftler
Zum Hintergrund der Verfolgungen und Vertreibungen sowie zu deren administrativen Absicherungen siehe:

## Besonderheiten der Medizinischen Fakultät
Benzenhöfer/Birkenfeld führen über 20 Kliniken und Institute auf, die zur Frankfurter Universitätsmedizin gehören. Die Mehrheit davon habe der Stadt gehört, andere wiederum Stiftungen. Einige fungierten als universitäre Einrichtungen und als städtische Institute, andere wiederum als staatliche Institute, die zugleich Lehrzwecken der Universität dienen, wie etwa das Institut für Kolloidforschung. In dieser nur schwer zu durchschauenden Situation beanspruchen Benzenhöfer/Birkenfeld dennoch, nur das Personal zu berücksichtigen, das eindeutig dem universitären Bereich zuzuordnen ist und nicht den Städtischen Kliniken Sachsenhausen, denen nur die Krankenversorgung oblag. „‘Nichtarische’ Assistenten wurden nicht berücksichtigt, wenn sie an einer Städtischen Klinik tätig waren.“

## Kurzbiographien
Für das nachfolgend aufgeführte medizinisch-wissenschaftliche Personal der Goethe-Universität (JWGU) liegen Kenntnisse über ihre Verfolgung durch die Nationalsozialisten vor:
- Erich Adler – Leo Alexander – Karl Altmann – Ludwig Ascher
- Julius Baer – Georg Barkan – Hugo Bauer – Heinrich Jakob Bechhold – Ludwig Benda – Joseph Berberich – Albrecht Bethe – Ferdinand Blum – Hans Bluntschli – Hugo Braun
- Karl Eduard Cahn-Bronner – Wilhelm Caspari – Hans Cohn – Fritz Cohnen
- Friedrich Dessauer – Georg Ludwig Dreyfus
- Tilly Edinger – Franz Eichbaum – Gustav Embden
- Erich Feiler – Ernst Fischer – Hans Fleischhacker – Jakob Friedmann
- Oscar Gans – Edgar Goldschmid – Franz Groedel – Paul Grosser – Otto Guttentag
- Wilhelm Hanauer – Wilhelm Heider – Franz Herrmann – Karl Herxheimer – Ernst Herz – Leo Hess – Otto Heymann – Samson Raphael Hirsch II
- Josef Igersheimer – Simon Isaac
- Gerhart Jacoby
- Hans Karplus – Margarete Katzenstein – Friedrich Kino – Julius Kleeberg – Emmy Klieneberger-Nobel – Richard Koch – Paul Kronenberger
- Fritz Laquer – Walter Lehmann – Werner Lipschitz – Karl Ludloff
- Wilhelm May – Ludwig Mayer – Arnold Merzbach – Ernst Metzger
- Max Neisser
- Wilhelm Plesch – Walter Pockels
- Walther Riese – Otto Riesser – Alice Rosenstein – Paul Rothschild
- Scholom Samuelson – Trude Schiff-Löwenstein – Max Schlesinger – Gerhard Schmidt – Paula Schopflocher – Philipp Schwartz – Walter Veit Simon – Ernst Simonson – Paul Spiro – Rudolf Spiegler – Hans Jakob Stern – Kurt Stern – Erwin Stilling – Julius Strasburger – Eduard Strauss – Hans Strauss
- Joseph Tannenberg – Marcel Traugott
- Franz Volhard – Heinrich von Mettenheim
- Raphael Weichbrodt – Alfred Weil
- Kurt Zinnemann

Soweit nachfolgend keine anderen Quellen benannt sind, beruhen alle Angaben auf den Publikationen Die Juden der Frankfurter Universität von Renate Heuer und Siegbert Wolf, Angefeindete, vertriebene und entlassene Assistenten im Bereich der Universitätsmedizin in Frankfurt am Main in der NS-Zeit von Benzenhöfer/Birkenfeld oder Die Frankfurter Universitätsmedizin zwischen 1933 und 1945 von Benzenhöfer.
| Name                     | gelebt von/bis                                           | Status bei der Entfernung aus der Universität | Entlassung und Entlassungsgründe | unmittelbare und mittelbare Folgen der Entlassung | Folgen und Entwicklungen ab 1945 |
| Erich Adler              | 27. Juli 1889 – 1. März 1983                             | Adler war seit März 1922 Oberarzt in der Medizinischen Poliklinik und seit Oktober 1926 ständiger Stellvertreter von deren ärztlichem Direktor. | Adlers Vertrag wurde „zum Zwecke der Durchführung unumgänglicher Ersparnisse an Personalausgaben“ (Benzenhöfer/Birkenfeld, S. 20) zum 31. August 1933 beendet. Mit dieser Begründung, die in Frankfurt in der Regel unter Berufung auf die Preußische Sparverordnung von 1931 erfolgte, wurde das Frontkämpferprivileg unterlaufen, das Weltkriegsteilnehmer Adler eigentlich noch von Sanktionen ausgenommen hätte. | Über die unmittelbaren Folgen für Adler und seine Familie (Ehefrau Maria, 1895–1990, und Tochter Elisabeth Helene, * 16. Februar 1932) ist nichts bekannt. Sie emigrierten vermutlich nach 1937. | Über einen New Yorker Rechtsanwalt ließ Adler im Dezember 1958 ein Wiedergutmachungsverfahren einleiten. |
| Leo Alexander            | 1905 – 1985                                              | Der aus Wien stammende Psychiater und Psychoanalytiker war seit Juni 1929 als außerplanmäßiger Assistenzarzt an der Klinik für Gemüts- und Nervenkranke mit befristeten Verträgen beschäftigt. | Ob Alexander als „Jude in Frankfurt aus rassistischen Gründen entlassen worden war“, ist weder bei Benzenhöfer/Birkenfelder (S. 20/21) noch bei Werner Röder und Herbert A. Strauss (Teil 2, Part 1, S. 17) belegt. In seiner Personalakte befand sich keine Kündigung, jedoch ein Hinweis, dass er vom 1. Februar 1933 bis 30. September 1933 beurlaubt war und sich in dieser Zeit an der Medizinischen Hochschule Peking aufgehalten und dort Vorlesungen gehalten hat. | Alexander emigrierte 1933 vermutlich von China aus in die USA und war dort ab 1934 an verschiedenen Kliniken tätig. Seit 1941 war er „Associate Professor“ an der Duke University und diente von 1942 bis 1946 im medizinischen Corps der US Army. | Von 1945 bis 1946 war Alexander auch an Untersuchungen über deutsche Hospitäler, Gefängnisse und Konzentrationslagern beteiligt und wirkte 1946/1947 als Sachverständiger beim Nürnberger Ärzteprozess. Seit 1946 war Alexander in unterschiedlichen Funktionen Fakultätsmitglied der Tufts School of Medicine und wirkte außerdem noch an verschiedenen Spezialkliniken in den USA. |
| Karl Altmann             | 1880 – 1968                                              | Der in Breslau geborene Altmann war bereits seit 1907 in verschiedenen medizinischen Einrichtungen in Frankfurt tätig. Ab 1918 führte er den Titel Professor und wurde 1921 als apl. Professor berufen. Er wurde zugleich Direktor des Städtischen Krankenhauses und Facharzt für Hautkrankheiten. | 1933 Entzug der Lehrbefugnis nach § 3 Gesetzes zur Wiederherstellung des Berufsbeamtentums (BBG). | 1934 Amtsenthebung als Direktor der Städtischen Hautklinik und Boykott seiner Facharztpraxis. 1940 Notdienstverpflichtung an einem Krankenhaus im Saarland, seit 1944 leitender Arzt an einem Knappschaftskrankenhaus in Neunkirchen (Saar). | Im Oktober 1945 kehrte Altmann nach Frankfurt zurück und war ab 1946 bis November 1949 wieder apl. Professor und Leiter der Hautklinik der Universität. Nach seiner Pensionierung weiter als Privatarzt tätig. |
| Ludwig Ascher            | 1865 – 1941                                              | Ascher war seit 1918 Gründer und Leiter des Sozialhygienischen Untersuchungsamtes der Stadt und übte von 1920 bis 1933 an der Universität einen Lehrauftrag in Sozialer Hygiene aus. | Auf eigenen Antrag von ihm wurde am 18. Januar 1933 sein Lehrauftrag zurückgezogen. | Ascher war 1939/40 Vorsitzender der Jüdischen Gemeinde in Frankfurt. Am 19. Oktober 1941 wurde er ins Ghetto Litzmannstadt deportiert, wo er am 24. Mai 1942 verstarb. | An Ludwig Ascher erinnert ein Stolperstein in der Liebigstr. 27c und einer der Namensblöcke in der Außenmauer des Jüdischen Friedhofs Battonnstraße (siehe auch Gedenkstätte Neuer Börneplatz). Das Wirken des Sozialhygienikers Ludwig Ascher und seiner Kollegen Wilhelm Hanauer und Ernst Simonson hat Gine Elsner in einem Buch gewürdigt. |
| Julius Baer              | 1876 – 1941                                              | Der 1907 in Straßburg habilitierte Baer ließ sich 1919 in Frankfurt nieder und war seit 1920 zunächst als Privatdozent und ab 1922 als nichtbeamteter ao. Professor für Innere Medizin tätig. | 1935 Entzug der Lehrbefugnis gemäß § 18 der Reichs-Habilitations-Ordnung vom 13. Dezember 1934. | Emigration nach Palästina Ende 1935. Über das Leben von Baer und seiner Frau Olga, einer Ärztin, in Palästina ist bislang nichts bekannt. | Julius Baer hatte aus erster Ehe einen Sohn und aus der Ehe mit Olga zwei Töchter. Vermutlich aus ihrem Kreis wurde ein Wiedergutmachungsverfahren angestrengt, dessen Akten in Wiesbaden archiviert sind. An ihr langjähriges Mitglied Julius Baer erinnert die Deutsche Gesellschaft für Innere Medizin (DGIM) auf einer Webseite. |
| Georg Barkan             | 1889 – 1945                                              | Barkan war seit 1923 planmäßiger Assistent am Pharmakologischen Institut und dort seit 1927 auch Privatdozent. 1929 folgte er einem Ruf nach Estland wo er ordentlicher Professor an der Universität Tartu und Direktor des dortigen Pharmakologischen Instituts wurde. Nach der Deutschen Gesellschaft für Innere Medizin (DGIM) „blieb [Barkan] aber Mitglied der Frankfurter Fakultät und galt als ‚beurlaubt‘.“ | Georg Barkan wurde 1937 in Estland entlassen. Die DGIM vermutet die Gründe dafür im estnischen Nationalismus, den deutsch-baltischen Spannungen und in Barkans Weigerung, die estnische Sprache zu erlernen. | Nach seiner Entlassung kehrte Barkan im Herbst 1937 über die Schweiz nach Deutschland zurück. Als Jude hatte er hier jedoch keine Möglichkeit, eine Arbeit zu finden. Zusammen mit seiner Familie emigrierte er daher 1938 in die USA und wurde Professor für Biochemie an der Boston University. | Georg Barkan starb am 7. März 1945 in Boston. 1956 wurde ein Wiedergutmachungsverfahren eingeleitet. |
| Hugo Bauer               | 29. Mai 1883 – 15. November 1959                         | Der in Frankfurt geborene Sohn des Kaufmanns Gustav Bauer besuchte das Kaiser-Friedrich-Gymnasium, das heutige Frankfurter Heinrich-von-Gagern-Gymnasium. 1901 legte er die Reifeprüfung ab und studierte in Frankfurt und München Chemie. Nach seiner Promotion im Jahre 1907 arbeitete er als Assistent in München und Mülhausen. 1909 kam Hugo Bauer an das Institut für experimentelle Therapie, aus dem später das Paul-Ehrlich-Institut hervorging. Bauer wirkte bei der Forschung an den Salvarsan-Präparaten mit. Hugo Bauer nahm am Ersten Weltkrieg teil und kehrte danach an das Institut zurück, wo er 1922 zum Leiter des Chemischen Labors befördert wurde. | Vermutlich aufgrund des Frontkämpferprivilegs setzten die Repressionen gegen Hugo Bauer – wie auch bei Wilhelm Caspari – erst nach der im September 1935 erfolgten Verabschiedung des Reichsbürgergesetzes ein. Bauer wurde im Oktober beurlaubt und kurz darauf zum 31. Dezember 1935 in den Ruhestand versetzt. | Hugo Bauer und seine Frau Martha flüchteten im Jahr 1936 in die USA. Bereits im Frühjahr dieses Jahres war seiner Tochter Hildegard (* 1915) die Flucht nach Palästina gelungen. Über das Schicksal der weiteren Kinder, Hans (* 1918) und Doris (* 1924), liegen keine Informationen vor. Hugo Bauer fand eine Anstellung am Johns Hopkins Hospital in Baltimore und bald darauf am National Institutes of Health. | Bauer wechselte später zum 1950 gegründeten National Institute of Arthritis and Metabolic Diseases, wo er bis zu seinem Ruhestand im Jahr 1954 arbeitete. Ein Stolperstein für ihn wurde zusammen mit Stolpersteinen für vier weitere verfolgte jüdische Wissenschaftler des Georg-Speyer-Hauses und des Paul-Ehrlich-Instituts 2014 vor dem Haus Paul-Ehrlich-Str. 42 verlegt. |
| Heinrich Jakob Bechhold  | 1866 – 1937                                              | Der 1916 in Frankfurt habilitierte Bechhold war seit 1916 Privatdozent an der Universität und ab 1917 Direktor des eigens für ihn gegründeten Instituts für Kolloidforschung. 1921 wurde er zum nichtbeamteten ao. Professor berufen. | 1935 wurde dem sich selbst als konfessionslos bezeichnenden Bechhold die Lehrbefugnis entzogen. | Bechold starb am 17. Februar 1937. Ob er den Freitod wählte, ist umstritten. Seine Frau konnte 1938 in die Schweiz emigrieren. | An Bechhold erinnert ein Stolperstein in Frankfurt-Niederrad vor seinem Wohnhaus in der Niederräder Landstraße 46–48. |
| Ludwig Benda             | 1873 – 1945                                              | Der Schweizer Staatsbürger Benda war nach der Gründung der I.G. Farben Direktoriumsmitglied und seit 1931 Honorarprofessor für Chemotherapie an der Universität Frankfurt. | 1933 Entzug der Lehrbefugnis. | 1939 Emigration in die Schweiz | |
| Joseph Berberich         | 1897 – 1969                                              | Berberich war bereits seit 1920 Mitarbeiter am Senckenbergischen Institut und Oberarzt für Hals-, Nasen- und Ohrenkunde (HNO) an der Universität, bevor er 1927 zum Privatdozenten für HNO ernannt wurde. 1930 ließ er sich neben seiner Tätigkeit als Oberarzt auch als HNO-Arzt in Frankfurt nieder und wurde 1932 zum nichtbeamteten ao. Professor berufen. | Im April 1933 Entlassung als Oberarzt und im September 1933 Entzug der Lehrbefugnis nach § 3 BBG. | Berberich konnte bis 1938 seine Facharztpraxis weiter betreiben. Er emigrierte 1938 nach Großbritannien und 1940 in die USA, wo er in New York eine Arztpraxis unterhielt. | In seiner Geburtsstadt Großkrotzenburg ist eine Straße nach ihm benannt. |
| Albrecht Bethe           | 1872 – 1954                                              | Der 1899 habilitierte Bethe kam nach einer Professur in Kiel 1915 nach Frankfurt, wo er auch Direktor des Physiologischen Instituts wurde. | 1937 Ruhestandsversetzung nach § 6 BBG | Berufsverbot | Bethe, der den Nationalsozialismus in Frankfurt überlebt hatte, war 1945 einer der Ersten, die rehabilitiert wurden. 1946/47 war er stellvertretender Direktor des Instituts für animalische Physiologie. 1947 Ehrenbürger und 1952 Ehrensenator der Universität. |
| Ferdinand Blum           | 1865 – 1959                                              | Blum, der 1892 als Facharzt für Innere Medizin nach Frankfurt kam und 1894 die Bedeutung des Formalins für die Konservierung von Präparaten entdeckte, war Initiator des 1911 gegründeten Biologischen Instituts, zu dessen Leiter auf Lebenszeit er ernannt wurde. Doch weder dieses Institut, noch Blum selbst der seit 1907 den Titel Professor führte, sind im Vorlesungs- und Personalverzeichnis der Universität Frankfurt für das Winter-Halbjahr 1932/33 zu finden. Aussagen über seine Beziehungen zur Universität finden sich bei Heuer/Wolf nicht. Sowohl das Institut, als auch die Nachfolgeeinrichtung, in der es zu Beginn der 1950er Jahre aufging, waren und sind Stiftungen. Benzenhöfer allerdings betrachtet Blum und sein Institut als Teil der medizinischen Fakultät. | Blum erhielt 1938 Berufsverbot durch die und war 1939 zum Rücktritt von der Leitung des Biologischen Instituts gezwungen. Blums Töchter Pauline und Gertrude waren in den 1930er Jahren aktiv daran beteiligt, jüdischen Menschen bei der Flucht zu helfen. Ihr Elternhaus war eine wichtige Basis hierfür, und sie arbeiteten dabei mit den Engländerinnen Louise und Ida Cook zusammen. Die beiden Schwestern wurden 1964 als Gerechte unter den Völkern ausgezeichnet. | 1939 emigrierte Blum in die Schweiz und arbeitete dort als Berater einer pharmazeutischen Firma. | Blum kehrte nach dem Ende des Zweiten Weltkriegs nach Frankfurt zurück. 1947 ernannte ihn das Georg-Speyer-Forschungsinstitut zum Ehrenmitglied, und das Biologische Institut wurde 1950 in Ferdinand Blum Institut umbenannt. Es ist inzwischen im Forschungsinstitut Georg-Speyer-Haus aufgegangen. Der noch immer existierende Biologische Verein hat seit 1992 seinen Sitz am Paul-Ehrlich-Institut. 1955 wurden Blum das Große Bundesverdienstkreuzes und die Goetheplakette der Stadt Frankfurt am Main verliehen. Vor dem Gebäude des Paul-Ehrlich-Instituts erinnert ein Stolperstein an Ferdinand Blum. |
| Hans Bluntschli          | 1877 – 1962                                              | Der Schweizer Bluntschli kam 1914 an das Senckenbergische Anatomische Institut und wurde 1915 zum Titularprofessor, 1919 zum ordentlichen Professor für Anatomie und Entwicklungsgeschichte ernannt. | Im Oktober 1933 entschied sich Bluntschli aufgrund vorangegangener politischer Denunziationen einen Lehrstuhl in Bern zu übernehmen. | Übersiedelung in die Schweiz. | Der 1942 in Bern emeritierte Bluntschli bekam 1949 die Ehrendoktorwürde der Universität Frankfurt verliehen. |
| Hugo Braun               | 1881 – 1963                                              | Der 1916 in Frankfurt habilitierte Braun war bereits seit 1911 hier an der bakteriologischen Abteilung des Hygienischen Instituts tätig, deren Leitung er 1918 übernahm. 1921 wurde er nichtbeamteter ao. Professor. | 1933 Entzug der Lehrbefugnis nach § 3 BBG. | Braun emigrierte im Herbst 1933 in die Türkei und war bis 1949 Professor für Mikrobiologie und Seuchenlehre an der Universität in Istanbul. | 1949 kehrte Braun nach Deutschland zurück und war bis 1958 Professor an der Universität in München. Von 1951 bis 1963 war er außerdem Direktor des Hygiene-Instituts und des Deutschen Forschungsinstituts für Tuberkulose in München. |
| Karl Eduard Cahn-Bronner | 1893 – 1977                                              | Nach Assistentenstellen in Frankfurt und er 1925 erfolgten Habilitation in Innerer Medizin, war Cahn-Bronner seit 1925 Privatdozent für dieses Fach und zugleich leitender Arzt der Inneren Abteilung des Bad Homburger Krankenhauses. | 1934 Entzug der Lehrbefugnis nach § 3 BBG. | Cahn-Bronner, der vermutlich auch seine Anstellung am Bad Homburger Krankenhaus verloren hatte, konnte von 1934 bis 1937 in Bad Homburg noch als Arzt praktizieren. 1937 emigrierte er nach Italien und arbeitete als wissenschaftlicher Volontär an der Universität Pavia. 1939 musste er aufgrund der Italienischen Rassengesetze Italien verlassen und emigrierte in die USA. Von 1940 an wirkte er als Instruktor an der University of Illinois at Chicago. | An der gleichen Universität wurde er 1950 zum Professorial Lecturer ernannt; 1958 wurde er emeritiert. |
| Wilhelm Caspari          | 1872 – 1944                                              | Nach der Teilnahme am Ersten Weltkrieg wurde Caspari Mitglied des Frankfurter Instituts für experimentelle Therapie, dem Vorläufer des Paul-Ehrlich-Instituts. Er leitete dort seit 1920 die Abteilung für Krebsforschung und wurde zu einem der bekanntesten deutschen Krebsforscher. | Vermutlich aufgrund des Frontkämpferprivilegs setzten die Repressionen gegen Caspari erst nach der im September 1935 erfolgten Verabschiedung des Reichsbürgergesetzes ein. Er wurde im Oktober beurlaubt und kurz darauf zum 31. Dezember 1935 in den Ruhestand versetzt. | Während die vier Kinder der Familie alle noch vor 1939 emigrieren konnten, blieben Wilhelm Caspari und seine Frau Gertrud (1884-1942) in Frankfurt. Eine von dem mittlerweile in den USA lebenden Sohn Ernst Wolfgang Caspari eingeleitete Visabeschaffung führte nicht mehr zum Erfolg. Die Casparis mussten ihre Wohnung verlassen und lebten schließlich in einem sogenannten Judenhaus. Am 19. Oktober 1941 wurden die Casparis von Frankfurt aus ins Getto Litzmannstadt deportiert. Während Wilhelm Caspari im Getto noch medizinisch und wissenschaftlich tätig sein durfte, wurde Gertrud Caspari im September 1942 ins Vernichtungslager Kulmhof überführt und dort umgebracht. Wilhelm Caspari starb am 21. Januar 1944 in Litzmannstadt an den Folgen einer Lungenentzündung. | An Wilhelm Caspari und seine Familie erinnern Stolpersteine vor dem ehemaligen Wohnhaus in der Bockenheimer Landstraße 99 im Frankfurter Westend. Ein weiterer Stolperstein für Wilhelm Caspari wurde zusammen mit Stolpersteinen für vier weitere verfolgte jüdische Wissenschaftler des Georg-Speyer-Hauses und des Paul-Ehrlich-Instituts 2014 vor dem Haus Paul-Ehrlich-Str. 42 verlegt. |
| Hans Cohn                | 3. Juni 1900 – nach 1973                                 | Cohn kam 1926 als Assistent von Kurt Goldstein an das Neurologische Institut, wurde aber bis 1929 und wieder nach Goldsteins Weggang im Jahre 1930 aus städtischen Mitteln bezahlt. | Cohn habe 1933 „aus rassischen Gründen ausscheiden“ müssen und sei am 12. Juni 1933 nach England emigriert. | Cohn war von 1933 bis 1939 an der neurochirurgischen Abteilung einer Londoner Klinik tätig. Musste diese Tätigkeit aber nach dem Ausbruch des Zweiten Weltkriegs als Enemy Alien aufgeben. Er konnte danach in London studieren und anschließend als Nervenfacharzt praktizieren. | Ein bereits Ende 1956 angestrengtes Wiedergutmachungsverfahren gestaltete sich aufgrund Cohns früherer Anstellung an einem Universitätsinstitut bei gleichzeitiger Bezahlung aus städtischen Mitteln schwierig. Erst 1971 wurde ein Vergleich geschlossen, nach dem Cohn rückwirkend ab 1. Juni 1965 Versorgungsbezüge eines Akademischen Oberrats zugesprochen bekam und auch diesen Titel führen durfte. Der Vergleich wurde im September 1973 um das Recht ergänzt, den Titel Professor führen zu dürfen. |
| Fritz Cohnen             | 22. Juni 1907 – 25. September 1981                       | Cohnen war 1933 Assistenzarzt an der Medizinischen Universitätsklinik. | Über die Begründung und den Zeitpunkt seiner Entlassung liegen keine Daten vor. | Cohnen hielt sich 1933 das erste Mal in Palästina auf, kehrte aber noch einmal nach Deutschland zurück und arbeitete als Arzt in Köln (möglicherweise auch in Jüchen). 1935 emigrierte er endgültig nach Palästina. | Vor dem Haus Odenkirchener Straße 37 in Cohnens Geburtsort Jüchen liegt ein Stolperstein mit der Inschrift: „Hier praktizierte DR. FRITZ COHNEN Jahrgang 1907 1935 Flucht nach Palästina überlebt“ Ein weiterer Stolperstein dort erinnert vermutlich an seinen zwei Jahre jüngeren Bruder Walter, der 1937 nach Brasilien emigrieren konnte. |
| Friedrich Dessauer       | 1881 – 1963                                              | Der studierte Physiker Dessauer, der sich früh mit dem Grenzgebiet zwischen Physik und Medizin zuwandte und ein eigenes elektrotechnisches Labor in Aschaffenburg aufgebaut hatte, wurde 1920 in Frankfurt Honorarprofessor für die physikalischen Grundlagen der Medizin und 1922 ordentlicher Professor und Gründungsdirektor des Instituts für physikalische Grundlagen der Medizin. Parallel dazu war Dessauer von 1919 bis 1924 Stadtverordneter in Frankfurt und von 1924 bis 1933 Reichstagsabgeordneter. Beide Mandate übte er für die Zentrums-Partei aus. | 1933 kam Dessauer für sechs Monate in Haft. Trotz eines anschließenden Freispruchs wurde Dessauer aber die Rückkehr an die Universität verwehrt. Er wurde zu Beginn des Jahres 1934 unter Berufung auf § 4 BBG in den Ruhestand versetzt. | Aufgrund einer Berufung als Professor für Radiologie und Biophysik an die Universität von Istanbul konnte Dessauer noch 1934 in die Türkei emigrieren. 1937 wechselte er als Professor und Direktor des Physikalischen Instituts an die Universität Fribourg in der Schweiz. 1941 wurde Dessauer die deutsche Staatsbürgerschaft aberkannt. | 1946 erhielt Dessauer durch den Hessischen Minister für Kultus und Unterricht einen Emeritenstatus zuerkannt und nahm 1951 seine Lehrtätigkeit Frankfurt wieder auf. Ob er zu diesem Zeitpunkt weiterhin Professor in Fribourg war, und in Frankfurt nur Vorlesungen als Emeritus hielt, ist unklar. Friedrich Dessauer wurde mit zahlreichen Auszeichnungen und Ehrungen bedacht, Schulen tragen seinen Namen, und in Frankfurt auch ein Studentenwohnheim. Über ihn existieren eine Vielzahl von Archivalien, darunter auch eine Akte über ein zu Beginn der 1950er Jahre eingeleitetes Wiedergutmachungsverfahren. |
| Georg Ludwig Dreyfus     | 1879 – 1957                                              | Nach Assistentenstellen in Heidelberg und Berlin kam Dreyfus 1910 an die Medizinische Klinik in Frankfurt. Nach Lehraufträgen und einer Privatdozentur wurde er 1921 nichtbeamteter ao. Professor und Direktor der Abteilung für Nervenkranke an der Poliklinik des Städtischen Krankenhauses. | 1933 Entzug der Lehrbefugnis nach § 3 BBG und Entlassung aus dem städtischen Dienst. | Dreyfus emigrierte 1933 in die Schweiz und betrieb bis zu seinem Tode in Zürich eine Privatpraxis. | |
| Tilly Edinger            | 1897 – 1967                                              | Die promovierte Geologin Edinger arbeitete von 1927 bis 1938 als ehrenamtliche Kustodin am Frankfurter Naturmuseum Senckenberg, wo sie auch über fossile Wirbeltiere forschte. Parallel dazu war sie von 1931 bis 1933 als Assistentin am Neurologischen Institut tätig und versuchte, sich auf eine Professur vorzubereiten. | Da „jüdisch, weiblich, ledig und schwerhörig“ hatte Edinger nach der Machtergreifung keine Chance mehr auf eine Professur. | Im Mai 1933 wurde sie vom damaligen Institutsdirektor des Neurologischen Instituts, Bernhard Fischer-Wasels, zur Aufgabe ihrer Assistentenstelle gedrängt. Sie blieb aber bis 1939 am Senckenberg als „Untergrundkuratorin“ tätig. 1939 emigrierte sie nach England, ein Jahr später in die USA. Bis zu ihrem Unfalltod im Jahre 1967 arbeitete sie als wissenschaftliche Mitarbeiterin an der Harvard-Universität. | Edinger hatte 1945 die US-amerikanische Staatsbürgerschaft erhalten. Bis in die 1960er Jahre hinein musste sie um eine bundesrepublikanische Wiedergutmachung kämpfen. Auch wenn sie nie eine „ihrem wissenschaftlichen Rang entsprechende Position“ errang, hat sie doch aufgrund ihrer wissenschaftlichen Arbeit und ihrer Publikationen viel Anerkennung erfahren und wurde vielfach geehrt, So ist zum Beispiel der Tilly-Edinger-Preis nach ihr benannt, und in Frankfurt-Bockenheim trägt der Tilly-Edinger-Platz ihren Namen. Ihre Asche wurde im Grab ihrer Eltern auf dem Frankfurter Hauptfriedhof beigesetzt. |
| Franz Eichbaum           | 12. April 1906 – 19. Februar 1980                        | Der in Mainz geborene Franz Eichbaum studierte nach der Reifeprüfung in seiner Heimatstadt in Heidelberg, Bonn und Wien Medizin, bevor er im Mai 1929 in Frankfurt das ärztliche Staatsexamen ablegte und hier auch im darauf folgenden Juli promoviert wurde. Vom 15. Juni 1929 bis zum 1. September 1929 arbeitete Eichbaum dann als Medizinalpraktikant an der Frankfurter Chirurgischen Universitätsklinik. Nach anschließenden Stationen in Berlin-Charlottenburg, wo er seine Approbation erhielt, und Danzig, kehrte Eichbaum am 1. Januar 1930 nach Frankfurt zurück und arbeitete bis zum 31. Januar 1933 am Hygiene-Institut. Eichbaums Weggang aus Frankfurt stand in keinem Zusammenhang mit der nationalsozialistischen Machtergreifung, sondern war Folge eines geplanten Wechsels als außerplanmäßiger Assistent an die Chirurgische Klinik der Universität Halle zum 1. Februar 1933. Auch sein nächster Wechsel an ein Hospital in Aachen im Juni 1933 hatte ausschließlich berufliche Gründe. | Nach Benzenhöfer/Birkenfeld (S. 25–26) war Eichbaum laut einer Geburtsurkunde im Standesamt Mainz israelitisch, laut Lebenslauf in der Dissertation 1929 evangelisch. Seine jüdische Herkunft wurde ihm in Aachen aber zum Verhängnis: „Diese letzte Stellung musste ich aber bereits Ende Juli 1933 verlassen, da mein Verbleiben dort wegen meiner juedischen Abstammung nicht mehr „tragbar“ war.“ Ob er formell entlassen wurde, oder freiwillig ging, ist unklar. | Noch im Jahr 1933 emigrierte Eichbaum in die Tschechoslowakei, weil er für sich und die von ihm angestrebte akademische Berufslaufbahn in Deutschland keine Zukunft mehr sah. Später folgen auch seine Eltern und sein jüngerer Bruder Wilhelm, während seine Schwester Gerda Eichbaum 1933 zuerst nach Frankreich emigrierte, dann nach Italien und 1936 nach Neuseeland. Eichbaum arbeitete in Prag als Krankenpfleger, studierte noch einmal, um auch in der Tschechoslowakei als Arzt anerkannt zu werden, legte die hiesige Staatsprüfung ab und gründete 1938 eine eigene Praxis. Der Einmarsch der deutschen Wehrmacht in Prag machte all dies zunichte, Eichbaum emigrierte über England nach Brasilien. Seine Mutter und sein Bruder wurden von den Nazis ermordet, der Vater überlebte und konnte später seinem Sohn nach Brasilien folgen. | Eichbaum konnte sich in Brasilien nach längeren Anlaufschwierigkeiten und dem abermaligen Ablegung einer Prüfung als Arzt niederlassen und sich als Mikrobiologe auch wissenschaftlich betätigen. 1948 heiratete er die ebenfalls aus Deutschland emigrierte Gisela Bruch, die unter dem Namen Gisela Eichbaum eine bekannte brasilianische Künstlerin wurde. Laut Auskunft der Bundeszentralkartei (BZK) in Düsseldorf vom 19. Juli 2021 existieren für Eichbaum Akten bei den Entschädigungsbehörden in Saarburg und Düsseldorf: Kartei-Nr. 184584 (Saarburg) und ZK 618046 (Düsseldorf). |
| Gustav Embden            | 1874 – 1933                                              | Embden kam 1902 erstmals als Assistent nach Frankfurt und wurde 1904 Mitarbeiter am Chemischen Laboratorium der Medizinischen Klinik. Der 1907 zum Privatdozenten ernannte Embden wurde 1909 ao. Professor und Direktor des städtischen Chemisch-physiologischen Instituts. Seit der Gründung der Universität im Jahre 1914 war Embden ordentlicher Professor für Physiologie und Direktor des Universitätsinstituts für vegetative Physiologie. | Vermutlich aufgrund des Frontkämpferprivilegs wurde Embden kein Opfer des BBG, was ihn aber nicht vor Verfolgung schützte: Im April 1933 wurde Gustav Embden von Studenten aus seinem Institut gezerrt. Mit dem Schild „Ich bin ein Jude“ musste er durch die Stadt laufen. | Im Juni 1933 wurde Embden in das Nervensanatorium in Nassau an der Lahn aufgenommen. Dort starb er am 25. Juli 1933, laut Sterbeurkunde war die Todesursache „Depression“. | Anlässlich des 100. Geburtstags der Goethe-Universität wurde am 17. Oktober 2014 ein Stolperstein für ihn in der Kennedyallee 99 verlegt. Zu Ehren von Gustav Embden heißen die Gebäude 74 und 75 der Universitätskliniken Frankfurt am Main Gustav Embden-Zentrum der Biochemie. |
| Erich Feiler             | 1882 – 1940                                              | Nach einer Umhabilitierung in Frankfurt wurde Feiler hier 1917 Abteilungsleiter am Carolinum und erhielt einen Lehrauftrag an der Universität für Konservierende Zahnheilkunde. Seit 1918 führte er den Titel Professor und wurde 1921 zum nichtbeamteten ao. Professor berufen. | 1934 Entlassung nach § 6 BBG. | Feiler durfte noch eine privatärztliche Praxis führen, emigrierte aber 1934 nach London. Über sein Schicksal dort ist bislang nichts bekannt. | Vermutlich 1950 wurde ein Wiedergutmachungsverfahren angestrengt, dessen Akten in Wiesbaden archiviert sind. |
| Ernst Fischer            | 1896 – 1981                                              | Fischer wurde 1928 in Frankfurt habilitiert, wo er bereits seit 1924 wissenschaftlicher Assistent arbeitete. Ebenfalls seit 1928 war er Privatdozent und Mitglied im Verein sozialistischer Ärzte | 1934 Entzug der Lehrbefugnis nach § 6 BBG und Nichtverlängerung seiner Anstellung als Assistent. | Im April 1934 Emigration über Großbritannien in die USA und im gleichen Jahr noch wissenschaftlicher Mitarbeiter an der University of Rochester. Von 1935 bis 1966 folgte dann seine Mitarbeit am Medical College of Virginia, wo er 1937 zum Associate Professor und 1944 zum ordentlichen Professor berufen wurde. 1940 war er amerikanischer Staatsbürger geworden. | 1954 wurde Ernst Fischer im Rahmen einer Widergutmachungsprofessur zum apl. Professor in Frankfurt ernannt, der 1959 – ohne Lehrverpflichtung – die Berufung auf eine ordentliche Professur folgte. 1960 gründete Fischer in Erinnerung an Albrecht Bethe den Albrecht Bethe Fund, durch den der Studentenaustausch zwischen dem Medical College of Virginia und Europa (vorwiegend Frankfurt) gefördert werden sollte. |
| Hans Fleischhacker       | 1898 – 1947                                              | Fleischhacker arbeitete seit 1. März 1927 an der Universitätsklinik für Gemüts- und Nervenkranke, zuletzt als außerplanmäßiger Assistenzarzt. Es gab allerdings keinen förmlichen Anstellungsvertrag, und seine Bezahlung erfolgte aus privaten Stipendien. | Fleischhackers schied zum 30. April 1933 aus. Vermutlich deshalb, weil es kein förmliches Dienstverhältnis gab, gab es auch kein offizielles Kündigungsschreiben mit einer Begründung für sein Ausscheiden. | Fleischhacker übersiedelte offenbar direkt nach Berlin, wo er ab dem 19. Juli 1933 als Nervenarzt zugelassen war. Ob er praktiziert hat oder, wie im Wikipedia-Artikel gesagt, als Lehrer an der Lehranstalt für Technische Assistentinnen tätig war, ist nicht geklärt. Benzenhöfer/Birkenfeld (S. 27) berichten jedoch, dass seine Zulassung als Arzt vom 3. Februar 1936 bis zum 31. Dezember 1936 geruht habe; eine Verlängerung des Ruhens sei am 1. März 1937 abgelehnt, die Zulassung im Januar 1938 gestrichen worden. Fleischhacker war bereits 1936 nach England emigriert, wo er als Forscher an mehreren Hospitälern tätig werden konnte. In Deutschland stand sein Name seit 1940 auf der deutschen Sonderfahndungsliste G.B. | Der 1947 in Großbritannien naturalisiert Fleischhacker stellte 1953 einen Wiedergutmachungsantrag, da er 1933 seine Stelle aus rassistischen Gründen verloren habe und deshalb 1936 emigriert sei. Der Antrag wurde am 23. Mai 1956 abgewiesen, da Fleischhacker kein Angestellter der Stadt Frankfurt gewesen sei. |
| Jakob Friedmann          | 1. April 1899 – 23. März 1896                            | Der studierte und approbierte Mediziner Friedmann war von September 1931 bis Juli 1932 am Biologischen Institut von Ferdinand Blum zur Abfassung seiner Dissertation tätig und nach seiner Promotion von Juli 1932 bis zum 1. Mai 1933 als Hospitant an der Universitätsfrauenklinik. | Friedmanns Entlassung resultierte vermutlich aus seiner Zugehörigkeit zur jüdischen Glaubensgemeinschaft. | Nach seiner Entlassung arbeitete Friedmann bis 1936 als Hospitant am Krankenhaus der Israelitischen Gemeinde Frankfurt. Vom 1. Mai 1936 bis zum 31. Mai 1938 war er dort als Volontärarzt beschäftigt, was er aber nach dem Entzug der Erlaubnis, jüdische Privat- und Fürsorgepatienten behandeln zu dürfen, nicht länger tun konnte. Im November 1938 wurde Friedmann für drei Monate im Konzentrationslager Buchenwald interniert. Friedmanns Entlassung erfolgte unter der Auflage, unverzüglich Deutschland zu verlassen. Er heiratete im April 1939 Louise Grünebaum und erreichte zusammen mit ihr am 20. Dezember 1939 New York. Friedemann, der unter den Nachwirkungen seines Lageraufenthaltes litt, konnte erst 1945 die ärztliche Zulassung in den USA erhalten. Er arbeitete danach in städtischen und privaten Kliniken. | Benzenhöfer/Birkenfeld zitieren zwar aus der Wiedergutmachungsakte, sagen indes nichts über den Ausgang des Verfahrens. Friedemann sei seit 1. Januar 1962 arbeitsunfähig gewesen und habe nicht von seiner amerikanischen Rente leben können. Im Januar 1963 kehrte er nach Deutschland zurück und wohnte zusammen mit seiner Frau in einem jüdischen Altersheim in Frankfurt. |
| Oscar Gans               | 1888 – 1983                                              | Nach Gastvorlesungen an der Mayo Clinic wurde Oscar Gans 1930 auf eine ordentliche Professur für Dermatologie und Syphilidologie in Frankfurt und zum und Direktor der Haut- und Poliklinik berufen. | 1933 Entzug der Lehrbefugnis nach § 3 BBG und 1934 Versetzung in den Ruhestand. | Gans emigrierte 1934 nach Bombay, wo er als Hochschullehrer und Lepraforscher arbeitete. | 1946 kehrte Gans nach Deutschland zurück und lehrte an den Universitäten München und Frankfurt. am Main. 1949 wurde er in Frankfurt zum ordentlichen Professor und zum Direktor der Universitätshautklinik ernannt. Von 1950 bis 1951 war er Dekan der medizinischen Fakultät und von 1953 bis 1954 Rektor der Universität. 1958 wurde er emeritiert und erhielt die Ehrenplakette der Stadt Frankfurt. |
| Edgar Goldschmid         | 1881 – 1957                                              | Goldschmid war seit 1913 Prosektor am Senckenbergischen Pathologischen Institut, wurde 1916 Privatdozent und 1922 nichtbeamteter ao. Professor für Pathologische Anatomie und allgemeine Pathologie. | 1933 Entzug der Lehrbefugnis nach § 3 BBG. | 1933 emigrierte Goldschmid in die Schweiz und wurde in Lausanne Professor für Geschichte der Medizin. | |
| Franz Groedel            | 1881 – 1951                                              | Groedel übernahm 1919 die Leitung der Röntgenabteilung am Hospital zum heiligen Geist (Frankfurt am Main) und 1921 zusätzlich die Leitung eines Sanatoriums in Bad Nauheim. Hier gründete er auch 1931 das Kerckhoff-Institut, das heutige Max-Planck-Institut für Herz- und Lungenforschung. Der 1919 in Frankfurt habilitierte und zum Privatdozenten ernannte Groedel wurde 1925 zum nichtbeamteten ao. Professor berufen. | 1933 Entzug der Lehrbefugnis nach § 3 BBG. | 1933 emigrierte Groedel in die USA, wo er als Research Fellow an der Fordham University und als beratender Kardiologe an verschiedenen New Yorker Kliniken wirkte. | Groedel wurde 1945 wieder in den Lehrkörper der Universität aufgenommen, lehnte allerdings eine Rückkehr nach Deutschland ab. 1949 gründete Groedel zusammen mit Bruno Kisch in New York das American College of Cardiology (ACC). 1951 wurde ihm in Frankfurt die Ehrendoktorwürde verliehen, und seit 1955 verleiht die Deutsche Gesellschaft für Kardiologie die Franz-Groedel-Medaille . |
| Paul Grosser             | 1880 – 1934                                              | Grosser kam 1908 als Assistent nach Frankfurt, wurde 1919 habilitiert und zum Privatdozenten in Kinderheilkunde ernannt. Er war von 1921 bis 1929 Leitender Arzt des städtischen Kinderheimes und von 1930 bis 1933 Leitender Arzt des Clementine Kinderhospitals. Bereits seit 1923 war Grosser nichtbeamteter ao. Professor für Kinderheilkunde. | Am 29. April 1933 wurde Grosser vom Dekan der Medizinischen Fakultät, Franz Volhard, gedrängt, seine Vorlesungen einzustellen. Im Sommer 1933 wurde er als Direktor des Clementine-Hospitals entlassen. „Sein Antrag, von der Medizinischen Fakultät beurlaubt zu werden, wurde von deren nationalsozialistischem Dekan im November 1933 abgelehnt.“ | Grosser emigrierte Im Dezember 1933 mit seiner Familie nach Frankreich und wollte in Saint-Germain-en-Laye bei Paris ein Kindersanatorium aufbauen. Ehefrau Lily Grosser Lily (1894–1968) führte das Haus nach dem frühen und unerwarteten Tod ihres Mannes als reines Kinderheim ohne den ursprünglich geplanten medizinischen Kontext weiter. Am 1. Oktober 1937 erhielt sie zusammen mit den Kindern Margarete (1922–1941) und Alfred (1925–2024) die französische Staatsbürgerschaft. | Die Hinterbliebenen von Paul Grosser haben in den 1950er Jahren ein Wiedergutmachungsverfahren eingeleitet. |
| Otto Guttentag           | 1900 – 1992                                              | Guttentag war – mit Unterbrechungen für Forschungs- und Weiterbildungsaufenthalte an anderen Universitäten – seit 1927 Assistenzarzt unter Franz Volhard an der Medizinischen Universitätsklinik. | Am 13. April 1933 forderte das Frankfurter Stadtgesundheitsamt das Personaldezernat der Stadt auf, Guttentag zum 31. Mai 1933 zu kündigen, da dieser zwar seit Geburt evangelischer Konfession, jedoch jüdischer Abstammung sei. In dem dem internen Schreiben beiliegenden Kündigungsschreiben an Guttentag hieß es allerdings: „Zum Zwecke der unumgänglichen Ersparnis an Personalausgaben wird Ihnen gemäß IV. Teil, Kap. I, § 1., Abs. 3 der Preussischen Sparverordnung vom 12.9.1931 das Dienstverhältnis zum 31.5.1933 unter dem Vorbehalt der fristlosen Kündigung im Falle entsprechender gesetzlicher Ermächtigung gekündigt.“ | Nach seiner Entlassung folgte Guttentag 1933 einer Einladung der Homoeopathic Foundation of California nach San Francisco, um dort ein Forschungslabor aufzubauen. 1936 erhielt er an der University of California Medical School eine Professur für Homöopathie. Seit 1940 amerikanischer Staatsbürger, diente er nach Kriegseintritt der USA in den US-Streitkräften und war auch in Deutschland stationiert. | 1947 kam Guttentag im Auftrag der Amerikanischen Militärregierung für Deutschland als Berater beim Wiederaufbau der Medizinischen Fakultäten nach Deutschland. Nach Benzenhöfer/Birkenfeld wurde Guttentag ab den 1950er Jahren mit seinen Beiträgen über die Ethik in der klinischen Forschung und mit seinen Beiträgen zum Thema Medizin und Moral „zu einem Pionier der modernen Medizinethik“. |
| Wilhelm Hanauer          | 1866 – 1940                                              | Wilhelm Hanauer war seit 1892 in Frankfurt als praktischer Arzt und als Krankenhausarzt tätig. Nach der Teilnahme am Ersten Weltkrieg habilitierte er sich 1921 im Fach Sozialmedizin und wurde im gleichen Jahr zum Privatdozenten und zum Schularzt der Stadt Frankfurt ernannt. Von 1916 bis 1924 war Hanauer Stadtverordneter und engagierte sich auch in jüdischen Organisationen. 1926 wurde er zum nichtbeamteten ao. Professor für Soziale Medizin berufen. | 1933 Entzug der Lehrbefugnis nach § 3 BBG. | Hanauer durfte vorerst noch jüdische Fürsorgepfleglinge behandeln, erlitt aber 1934 einen schweren Nervenzusammenbruch und wurde in die Jacoby’sche Heil- und Pflegeanstalt in Sayn eingewiesen. Am 27. September 1934 wurde sein Name aus dem Frankfurter Ärzteregister gestrichen. Wilhelm Hanauer starb am 14. Juni 1940 in der Heil- und Pflegeanstalt; er wurde auf dem Neuen Jüdischen Friedhof in Frankfurt beerdigt. Zuvor waren Versuche seiner in Baltimore lebenden Töchter gescheitert, ihrem Vater die Ausreise zu ermöglichen; sein Vermögen zog der Staat ein. | Im Reuterweg 57 wurde ein Stolperstein für Wilhelm Hanauer verlegt. · Gine Elsner zählte in ihrem 2017 erschienenen Buch Wilhelm Hanauer neben Ludwig Ascher und Ernst Simonson zu den „verfolgten, vertriebenen und vergessenen“ jüdischen Frankfurter Sozialhygienikern. |
| Wilhelm Heider           | 3. Oktober 1902 – Todesdatum unbekannt                   | Am 1. September 1927 begann Heider als Volontärarzt an der Universitätsaugenklinik und wurde hier am 18. Mai 1928 promoviert. Am 1. Juni 1929 wurde er Assistenzarzt; es folgte am 1. August 1931 die Ernennung zum Titular-Oberarzt. | Am 29. April 1933 denunzierte ein Professor Heider beim Stadtgesundheitsamt, indem er ihm vorwarf, Kontakt zu linksgerichteten Stellen zu unterhalten. | Trotz dieser Vorwürfe wurde Heiders Vertrag am 25. Mai 1933 noch einmal um ein Jahr verlängert. Zugleich tauchten (nicht geklärte) Vorwürfe auf, er habe Abrechnungsgelder veruntreut. Am 1. Juni 1933 erbat er um die Auflösung seines Dienstverhältnisses zum 1. Juli 1933. Heider war seit dem 14. Mai 1932 mit Lotte Lehmann (* 2. August 1908 in Frankfurt) verheiratet, die im Nazi-Jargon als „Volljüdin“ galt und ihm den Vorwurf einbrachte Jüdisch versippt zu sein. Eine akademische Karriere war ihm dadurch versperrt, und die eröffnete Augenarztpraxis erhielt keine Kassenzulassung. 1938 ließ sich das Ehepaar scheiden, und Lotte Heider emigrierte nach Holland. Heiders danach gestellter Zulassungsantrag als Kassenarzt wurde erneut abgelehnt. Heider, der 1943 erneut geheiratet hatte, war im Februar 1940 zum Militärdienst eingezogen worden und erlebte das Kriegsende in englischer Kriegsgefangenschaft. | Im Februar 1946 kehrte Heider nach Frankfurt zurück und erhielt im Juni die Kassenzulassung für eine eigene Praxis. Einen ebenfalls gestellten Wiedergutmachungsantrag zog er nach Benzenhöfer/Birkenfeld Anfang 1962 zurück. |
| Franz Herrmann           | 1898 – 1977                                              | Franz Herrmann kam 1927 als Assistenzarzt und später Oberarzt an die Universitäts-Hautklinik. Er habilitierte sich 1928 und wurde zum Privatdozenten ernannt. | 1933 Entzug der Lehrbefugnis nach § 3 BBG. | Herrmann ließ sich als Facharzt für Haut- und Geschlechtskrankheiten in Frankfurt nieder und konnte bis 1938 Forschungsarbeiten an dem von Ferdinand Blum geleiteten Biologischen Institut ausführen. 1938 emigrierte Herrmann nach Großbritannien und 1940 in die USA. Von 1941 bis 1949 forschte er an der New York Post-Gradual Medical School. Im April 1942 hatte er in New York die Zulassung als praktischer Arzt erhalten. | Ab 1950 lehrte Herrmann an der Universität von New York und war von 1953 bis 1962 Professor für Experimentelle Dermatologie. Bereits 1951 hatte ihn die Frankfurter Universität zum außerplanmäßigen Professor berufen, und hier übernahm er im Wintersemester 1961/62 auch die kommissarische Lehrstuhlvertretung für Dermatologie. Von 1963 bis zu seiner Emeritierung 1968 war er dann Direktor der Universitäts-Hautklinik. Anschließend übernahm er noch einmal bis 1970 die kommissarische Lehrstuhlvertretung. |
| Karl Herxheimer          | 1861 – 1942                                              | Herxheimer war von 1894 bis 1930 Direktor der Hautklinik des Städtischen Krankenhauses in Frankfurt-Sachsenhausen und 1914 Gründungsmitglied der Universität und hier ordentlicher Professor für Dermatologie und Venerologie sowie Direktor der Universitäts-Hautklinik. Herxheimer wurde 1929 emeritiert, lehrte aber weiterhin und eröffnete auch noch eine Hautarztpraxis in Frankfurt. | Herxheimer wurde nach der Machtübernahme der Nationalsozialisten die Lehrbefugnis entzogen und er durfte die früher von ihm geleitete Klinik nicht mehr betreten. 1938 wurde ihm die Approbation entzogen. | Herxheimer lehnte es ab, in die Schweiz zu emigrieren. Er musste im Sommer 1942 in ein „Judenhaus“ ziehen und wurde am 27. August 1942 nach Theresienstadt deportiert. Hier kam er am 6. Dezember 1942 zu Tode. | Seit 1954 vergibt die Deutsche Dermatologische Gesellschaft die Karl-Herxheimer-Medaille. Seit 2013 liegen Stolpersteine für Karl Herxheimer und seit 2015 auch für seine Lebensgefährtin Henriette Rosenthal (1873–1942) vor ihrem Wohnhaus in der Westendstraße 92. Die Herxheimerstraße im Stadtteil Gallus trägt ihren Namen in Erinnerung an die Brüder Salomon und Karl Herxheimer. |
| Ernst Herz               | 1900 – 1966                                              | Ernst Herz kam 1924 als Arzt an die Universitäts-Nervenklinik und war hier 1933 Assistenzarzt. Nach seiner Habilitation im Jahre 1930 war er bis 1933 auch Privatdozent. | 1933 Entzug der Lehrbefugnisund Entlassung | Nach seiner Entfernung aus der Universität konnte Herz eine Privatpraxis als Nervenarzt betreiben. 1939 emigrierte er über Großbritannien in die USA und ließ sich in New York als Nervenarzt nieder. | Seit 1952 war Herz Assistant Professor an der Columbia University. Zuvor war ihm 1951 im als sogenannte Wiedergutmachungsprofessur eine außerplanmäßige Professorenstelle in Frankfurt zuerkannt worden, der 1957 eine ordentliche Professur folgte. Herz hat jedoch in Frankfurt nicht mehr gelesen. Im Hessischen Hauptstaatsarchiv existiert eine Wiedergutmachungsakte über ihn. |
| Leo Hess                 | 1898 – 1982                                              | Leo Hess war seit 1. Januar 1927 Mitarbeiter der Universitätsfrauenklinik, zuletzt als Assistenzarzt. | Am 6. April 1933, also noch vor Verabschiedung des BEG, kündigte ihm die Stadt Frankfurt aufgrund der Preußischen Sparverordnung vom 12. September 1931 zum 31. Mai 1933. | Hess konnte nach seiner Entlassung als niedergelassener Arzt in Frankfurt praktizieren. Nach der Datenbank von Ellis Island reiste Hess mit einem am 3. November 1938 vom US-amerikanischen Generalkonsulat in Stuttgart ausgestellten Visum auf dem Schiff Veendam von Southampton aus in die USA. Ankunftstag war der 10. Dezember 1938. Nach Benzenhöfer/Birkenfeld erhielt er 1940 die US-amerikanische Zulassung als Arzt. | Leo Hess war der Ehemann von Margarete Katzenstein. Die Eheschließung der beiden fand sehr wahrscheinlich erst in den USA statt, da Margarete Katzenstein ihre gesamten Einreiseaktivitäten noch unter ihrem Geburtsnamen betrieben hat. Leo Hess starb am 12. Juni 1982 in New York. Im Hessischen Hauptstaatsarchiv existiert eine Wiedergutmachungsakte über ihn. |
| Otto Heymann             | 1889 – 1980                                              | Der studierte Arzt und Sänger begann seine Laufbahn in Frankfurt am 15. September 1929 als Hospitant in der Hals-, Nasen-, Ohrenklinik (HNO), wo er ab 1. Februar 1931 als Assistenzarzt angestellt war. | Der Katholik Heymann galt den Nazis als Halbjude; ihm wurde zum 31. Mai 1933 aufgrund der Preußischen Sparverordnung gekündigt. | Über die Zeit nach seiner Entlassung liegen keine Informationen vor; möglicherweise war er von Ende 1933 bis November 1938 noch als Arzt in Frankfurt zugelassen. Vom 21. Januar 1945 bis 17. Mai 1945 musste Heymann Dienst in einem Arbeitslager der Organisation Todt leisten. | Heymann hat in den 1950er Jahren ein Wiedergutmachungsverfahren eingeleitet, über dessen Ausgang jedoch nichts bekannt ist. Er hat nach dem Krieg auch wieder als HNO-Arzt in einer eigenen Praxis gearbeitet und soll zahlreiche Sängerinnen und Sänger behandelt haben. In der Universitätsbibliothek Johann Christian Senckenberg (UB Frankfurt) ist seit 1989 der umfangreiche Nachlass des „Arzt[es] (Spezialist für Stimmleiden) und Sänger[s]“ Otto Heymann archiviert. |
| Samson Raphael Hirsch II | 1890 – 1960                                              | Der Urenkel von Samson Raphael Hirsch, Neffe von Rahel Hirsch und Bruder des nach 1933 in die Türkei emigrierten Hygienikers und Mikrobiologen Julius Hirsch (1892–1962/1963) kam nach seiner Teilnahme am Ersten Weltkrieg als Oberarzt an das Städtische Krankenhaus in Frankfurt. Parallel dazu wurde Hirsch Mitarbeiter am Institut für Pharmakologie der Universität und Leiter der Röntgenabteilung. Zwischen 1927 und 1933 war er auch als Gutachter für die Reichsversicherungsanstalt für Angestellte und für die Berufungsinstanz der Kriegsbeschädigtenfürsorge tätig. Er unterhielt außerdem eine Privatarztpraxis. | Vermutlich konnte Hirsch vom Frontkämpferprivileg profitieren, weshalb unklar ist, wann nach 1933 er seine Gutachterstelle verlor und auch das Krankenhaus sowie das Institut für Pharmakologie verlassen musste. | 1938 emigrierten Hirsch und seine Frau Erna (geborene Falk, *1903) nach Belgien. Am 19. März 1940 wurde ihm die deutsche Staatsbürgerschaft entzogen. Nach der deutschen Besetzung im Mai 1940 musste das Ehepaar Hirsch untertauchen. Beide überlebten und blieben auch nach Kriegsende in Belgien. | Hirsch lebte seit 1945 in Brüssel und war dort als Arzt, Wissenschaftler und Publizist tätig. Er erhielt außerdem eine Anstellung am Pathologischen Institut der Universität Brüssel. Während eines Kardiologenkongresses in Rom starb Hirsch am 2. Oktober 1960. Er hinterließ mehr als 50 Veröffentlichungen, vor allem über Herz- und Kreislaufthemen und zur Kardiologie. |
| Josef Igersheimer        | 1879 – 1965                                              | Nach einer Umhabilitierung im Jahre 1926 wurde Igersheimer ao. Professor in Frankfurt und Leiter der Augenabteilung des Bürgerhospitals. | 1933 Entzug der Lehrbefugnis nach § 3 BBG. | Igersheimer emigrierte 1933 in die Türkei und war von 1933 bis 1939 ordentlicher Professor für Augenheilkunde an der Universität von Istanbul. Igersheimer gilt als Modernisierer der türkischen Augenheilkunde, war aber auch Anfeindungen türkischer Kollegen ausgesetzt. Als die türkische Regierung zudem noch seiner Familie die Einwanderung untersagte, ging er 1940 in die USA und wurde Mitarbeiter des Tufts-New England Medical Center und des Boston City Hospital. | Igersheimer wurde 1945 US-amerikanischer Staatsbürger und war seit 1952 Mitglied der American Ophthalmological Society. 1954 wurde Igersheimer im Rahmen einer Wiedergutmachungsprofessur in Frankfurt als ordentlicher Professor emeritiert. |
| Simon Isaac              | 1881 – 1942                                              | Simon Isaac kam nach mehreren Stationen als Assistenzarzt 1914 als Arzt an das Krankenhaus der Israelitischen Gemeinde (KIG) in Frankfurt und wurde Lehrbeauftragter an der Universität. 1916 erfolgte seine Habilitation und seine Ernennung zum Privatdozenten. Ab Ende 1917 arbeitete Isaac in Universitäts-Poliklinik und wurde 1921 zum nichtbeamteten ao. Professor für Innere Medizin berufen. Vom 1. Oktober 1925 an war er Ärztlicher Direktor der Inneren Abteilung des KIG. | Seiner freiwilligen Teilnahme am Ersten Weltkrieg war es vermutlich zu verdanken, dass er im Schutze des Frontkämpferprivileg s noch bis 1935/36 im Vorlesungsverzeichnis der Universität geführt wurde. 1935 wurde ihm die Lehrbefugnis entzogen, aber der „international bekannte Diabetesforscher Prof. Dr. Simon Isaac […] Ärztlicher Direktor und leitender Berater der Abteilung für Innere Medizin [blieb], bis er 1939 zur Auswanderung gezwungen wurde“, weiterhin in leitender Position im KIG tätig. | Anfang 1939 konnte Isaac seine beiden Kinder, Anne (* 1922) und Hermann (1924–1945), die Ausreise in die Niederlande ermöglichen, wo beide die Quäkerschule Eerde besuchten. Die Eltern emigrierten parallel dazu nach Großbritannien. Bei Kriegsbeginn hielt sich Tochter Anne in England auf und konnte deshalb nicht mehr nach Eerde zurückkehren. Ihr Bruder Hermann, der in den Niederlanden geblieben war, wurde dort 1943 verhaftet und nach Auschwitz deportiert. Bei der Räumung des Lagers starb er am 21. Januar 1945 auf einem Transport. Simon Isaac starb am 20. Januar 1942 in London. | Im Hessischen Hauptstaatsarchiv existiert eine Akte über ein in den frühen 1950er Jahren eingeleitetes Wiedergutmachungsverfahren. |
| Gerhart Jacoby           | 1903 – Todesdatum unbekannt                              | Nach seiner Approbation im Jahre 1931 kam Jacoby von Berlin nach Frankfurt und wurde Hilfsarzt an dem mit der Universitätsklinik für Gemüts- und Nervenkranke verbundenen Hirnverletztenheim. Etwas widersprüchlich ist die Darstellung von Benzenhöfer/Birkenfeld, die einerseits schreiben, Jacoby sei am 21. Juli 1933 noch am Hirnverletztenheim tätig gewesen, ihn andererseits aber für das Jahr 1933 auch als Assistenzarzt an der Universitätsklinik für Gemüts- und Nervenkranke vorstellen. Seine Dissertation legt nahe, dass er an beiden Einrichtungen tätig war. | Jacoby war im Juli 1933 noch im Dienst. Benzenhöfer/Birkenfeld (S. 37/38) können kein genaues Entlassungsdatum benennen und führen als möglichen Entlassungsgrund seinen jüdischen Glauben an. | Nach der Datenbank von Ellis Island reiste Gerhart Jacoby am 19. September 1934 von Le Havre kommend in die USA ein. Er verfügte über ein am 13. September 1934 in Paris ausgestelltes Visum. Paris ist auch als sein letzter Wohnort aufgeführt. Weitere Informationen über ihn liegen nicht vor. | |
| Hans Karplus             | 1884 – 1946                                              | Der in Troppau geborene Naturwissenschaftler und mit einer Dissertation über „Beiträge zur Theorie der Löslichkeitsbeeinflussung“ 1906 promovierte Karplus war 1933 stellvertretender Direktor des „Instituts für Kolloidforschung“. | Benzenhöfer/Birkenfeld, die fälschlicherweise von einer nicht existenten Wiedergutmachungsakte ausgehen, können weder sagen, seit wann Karplus in Frankfurt tätig war, noch was die genauen Umständen seiner Entlassung waren (sie benennen lediglich „jüdisch“ als Entlassungsgrund). | Wie Karplus und seine Frau Frieda (geborene Westphal; * 6. November 1889) die Jahre 1933 bis 1945 überstanden, ist bislang nicht dokumentiert. Sie hielten sich aber in Frankfurt auf. | Nach Benzenhöfer/Birkenfeld ging es Karplus nach dem Kriegsende materiell und gesundheitlich sehr schlecht. Er starb am 25. Mai 1946 an einer Hirnblutung. Ein in den frühen 1950er Jahren eingeleitetes Wiedergutmachungsverfahren scheint sich bis 1980 hingezogen zu haben. |
| Margarete Katzenstein    | 3. Mai 1904 in Frankfurt – 30. November 2002 in New York | Margarete Katzenstein war von 1929 bis 1933 Assistenzärztin an der Medizinischen Universitätsklinik. | Katzenstein wurde aufgrund ihrer jüdischen Herkunft 1933 entlassen. Begründungen dafür sind nicht dokumentiert. | Im Anschluss an ihre Entlassung begann Katzenstein ihre Tätigkeit im Krankenhaus der Israelitischen Gemeinde und wurde Oberassistentin von Simon Isaac. Außerdem unterrichtete sie auch beim Verein für jüdische Krankenpflegerinnen. Nach den Novemberpogromen 1938 emigrierte Margarete Katzenstein nach England. Nach anfänglichen Komplikationen und mit Hilfe von Affidavits von Bekannten und Verwandten konnte sie 1940 in die USA auswandern. 1941 bestand sie die US-amerikanische Zulassung zum Arztberuf (American Board Examination). | Katzenstein heiratete den ebenfalls aus Frankfurt emigrierten Leo Hess. Genauere Daten hierzu und über das weitere Leben der beiden in den USA sind nicht bekannt. Margarete Katzenstein-Hess starb am 30. November 2002 in New York. |
| Friedrich Kino           | 1882 – 1951                                              | Kino, der auch die Vornamen Favel und Frederik führte, war 1933 außerplanmäßiger Assistent am Neurologischen Institut der Universität. | Benzenhöfer/Birkenfeld (S. 39–41) zitieren unterschiedlich Quellen über Kinos Beschäftigung an der Universität beziehungsweise deren Beendigung. In den Vorlesungsverzeichnissen ist sein Name nur bis zum Sommersemester 1933 aufgeführt. Es gibt jedoch auch Hinweise, nach denen Kino bis Anfang 1938 wissenschaftlicher Mitarbeiter am Neurologischen Institut gewesen sei. Daneben gibt es Hinweise, dass Kino bis zum 30. September 1938 eine Facharztpraxis betrieben hat. | Vermutlich in der Folge der Novemberpogrome 1938 wurde Kino im Konzentrationslager Dachau festgehalten. Seine Freilassung erfolgte unter der Maßgabe einer schnellen Ausreise aus Deutschland. Aleksandra Loewenau deutet an, dass Kino schon früher versucht habe, nach England zu emigrieren, er aber bis 1939 auf eine Einreisegenehmigung habe warten müssen. Nach Benzenhöfer/Birkenfeld hat Kino am 6. Juni 1939 Deutschland verlassen und habe zunächst eine unbezahlte Stelle am Queen’s College (London) erhalten. Nach Loewenau war er auch als Enemy Alien interniert und habe sehr bitter über seine Internierungserfahrungen gesprochen. Aufgrund seiner Haft in Dachau und möglicherweise verstärkt durch die Internierung in England litt Kino an einem Herzleiden. Während es Zweiten Weltkriegs war es ihm aber erlaubt worden, wieder als Arzt zu arbeiten, und er konnte eine Assistenzarztstelle in Sheffield annehmen. | 1948 wurde Kino offiziell als Arzt in England zugelassen, konnte sich aber aufgrund seiner gesundheitlichen Probleme vorwiegend nur noch wissenschaftlich betätigen. Kino starb am 22. August 1951 in Sheffield. Kinos Witwe hatte in Deutschland ein Wiedergutmachungsverfahren eingeleitet, aus dessen Akten Benzenhöfer/Birkenfeld mehrfach zitieren; den Ausgang des Verfahrens teilen sie allerdings nicht mit. |
| Julius Kleeberg          | 1894 – 1988                                              | Kleeberg kam 1925 als Assistenzarzt an die Universitätsklinik. 1929 habilitierte er sich in Innerer Medizin und wurde zum Privatdozenten ernannt. Ab 1930 war Kleeberg in Frankfurt beurlaubt und arbeitete als Chefarzt an einer Jerusalemer Klinik. | Am 30. September 1933 wurde ihm nach § 3 BBG die Lehrbefugnis entzogen; er emigrierte endgültig nach Palästina. | Bis zu seiner Emeritierung im Jahre 1958 arbeitete Kleeberg in verschiedenen leitenden Funktionen in Jerusalem und Haifa. | 1958 wurde Kleeberg im Rahmen einer Wiedergutmachungsprofessur in Frankfurt ordentlicher Professor und verband das mit einer einjährigen Gastprofessur. Die Akte eines Wiedergutmachungsverfahrens ist im Hessischen Hauptstaatsarchiv archiviert. |
| Emmy Klieneberger-Nobel  | 1892 – 1985                                              | Klieneberger-Nobel wurde 1917 an der Universität Frankfurt in Botanik promoviert. Nach Zwischenstationen als Lehrerin arbeitete sie ab 1922 als Bakteriologin am Städtischen Hygienischen Universitätsinstitut und wurde 1930 als erste Frau an der Frankfurter Universität habilitiert. Danach weiterhin parallel zu ihrer Tätigkeit am Hygiene-Institut seit 1930 Privatdozentin für Bakteriologie an der Medizinischen Fakultät. | Im August 1933 erteilte ihr die Stadt ein Arbeitsverbot und entließ sie ohne Pension. Am 2. September 1933 wurde ihr nach § 3 BBG die Lehrbefugnis entzogen. | Wenige Tage nach ihrer Entlassung emigrierte sie nach Großbritannien, wo sie 1934 eine Stelle als Wissenschaftlerin am Lister Institute of Preventive Medicine erhielt. | 1947 für kurze Zeit Mitarbeiterin am Hygienischen Institut in Zürich, danach bis zu ihrer Pensionierung am 1. Oktober 1962 Mitarbeiterin am Lister Institute. Aus Anlass ihres 75. Geburtstages wurde sie 1967 zum Ehrenmitglied des Robert Koch-Instituts ernannt; 1980 erhielt sie für ihr Lebenswerk die Robert-Koch-Medaille. Seit 2020 gibt es die Emmy-Klieneberger-Nobel-Straße auf dem Campus Riedberg der Universität. Über ein von ihr angestrengtes Wiedergutmachungsverfahren existiert eine Akte im Hessischen Hauptstaatsarchiv. |
| Richard Koch             | 1882 – 1949                                              | Richard Koch kam 1911 als Assistenzarzt nach Frankfurt und blieb hier – unterbrochen nur von einer Zeit als Lazarettarzt im Ersten Weltkrieg – bis zu seiner Emigration. Seit 1918 betrieb er eine Privatarztpraxis, wurde 1920 in Geschichte der Medizin habilitiert und zum Privatdozenten ernannt; 1922 wurde seine Lehrberechtigung um die philosophischen Grundlagen der Medizin erweitert. Koch der auch als Dozent für das Freie Jüdisches Lehrhaus tätig war, erhielt 1925 einen zunächst unbesoldeten Lehrauftrag an der Universität und wurde 1926 zum nichtbesoldeten ao. Professor berufen. Damit verbunden war seine Funktion als Direktor des mm 1. April 1927 errichteten Seminars für die Geschichte der Medizin. | Koch wurde im April 1933 mit sofortiger Wirkung beurlaubt, bevor ihm im September 1933 nach § 3 BBG auch die Lehrbefugnis entzogen wurde. | Koch konnte seine Arztpraxis noch fortführen, verfügte aber ab 1934 über keine Erwerbsmöglichkeiten mehr. Das Seminar für die Geschichte der Medizin wurde 1936 zwangsweise aufgelöst. 1936 emigrierte er nach Brüssel und im April 1937 in die Sowjetunion. Von 1936 bis 1949 lebte und arbeitete er als Arzt im kaukasischen Badeort Jessentuki, unterbrochen nur von Sommer 1942 bis Mai 1943 durch die Flucht vor der deutschen Wehrmacht nach Georgien. Koch hatte zwischenzeitlich die sowjetische Staatsbürgerschaft angenommen. | 1948 wurde Koch Ehrendoktor der Sowjetischen Akademie der Medizinischen Wissenschaften. Aus dem Kreis seiner Hinterbliebenen wurde in den 1950er Jahren ein Wiedergutmachungsverfahren eingeleitet. |
| Paul Kronenberger        | 1903 – 1984                                              | Der approbierte und promovierte Arzt Kronenberger kam 1930 zunächst als Volontärarzt an die Dermatologische Klinik des Städtischen Krankenhauses und wurde am 15. November 1930 Mitarbeiter am Institut für physikalische Grundlagen der Medizin, wo er ab 1. Juni 1931 als außerplanmäßiger Assistent angestellt war. Zugleich war er Assistenzarzt an der Universitätshautklinik. | Das Personaldezernat der Stadt Frankfurt kündigte Kronenberger am 6. April 1933 unter Berufung auf die „Preußische Sparverordnung“ zum 31. Mai 1933. | Über Kronenbergers Emigrationsgeschichte ist wenig bekannt. Benzenhöfer/Birkenfeld (S. 42–43) zitieren aus einer Wiedergutmachungsakte und erwähnen, dass Kronenberger in Bombay in leitender Funktion an zwei Krankenhäusern tätig gewesen sei. | Nach der Wiedergutmachungsakte im Hessischen Hauptstaatsarchiv hielt sich Kronenberger 1957 immer noch in Bombay auf und ließ sich in dem Verfahren von Robert W. Kempner vertreten. Nachdem die Stadt Frankfurt einen Wiedergutmachungsanspruch zunächst bestritten hatte, endete es vermutlich 1958 mit einem Vergleich. |
| Fritz Laquer             | 1888 – 1954                                              | Nach Stationen als Medizinalpraktikant, Assistent und Truppenarzt im Ersten Weltkrieg kam Laquer 1918 zunächst erneut als Volontär und dann bis 1923 als Assistent an das Chemisch-Physiologische Institut. 1921 wurde er in Physiologie habilitiert und zum Privatdozenten ernannt. In den Jahren 1924 bis 1929 war Laquer beurlaubt und arbeitete in der Industrie. 1929 nahm er seine Lehrtätigkeit in Frankfurt wieder auf und wurde 1930 zum nichtbeamteten ao. Professor berufen. | Ob Laquer, wie von Heuer/Wolf behauptet, bereits 1932 in die USA ging, ist zweifelhaft. Benzenhöfer zitiert eine andere Quelle, nach der Laquer noch bis 1933 seine Stelle in Frankfurt begleitete und dann bis 1934 dem Vorstand der Physiologischen Abteilung des Laboratoriums der I.G. Farben in Wuppertal-Elberfeld angehörte. | 1935 wurde Laquer aufgrund des Reichsbürgergesetzes ausgebürgert (Heuer/Wolf) und hielt sich 1936/37 in Basel auf. Letzteres passt zu einem Eintrag in der Datenbank von Ellis Island. Demnach reiste „Fritz Oscar Israel Laquer“ am 3. November 1939 von Genua kommend in die USA ein. Er war im Besitz eines am 11. Juli 1939 in Basel ausgestellten Visums, und als letzter Wohnsitz ist Basel eingetragen. Weitere Einträge für ihn sind dort nicht vorhanden. | Im Katalog der Deutschen Nationalbibliothek stammt die letzte Publikation von Laquer aus dem Jahre 1934: Hormone und innere Sekretion, 2., verb. u. bedeutend erw. Aufl., Steinkopff, Dresden 1934. Im WorldCat wird auf einen in den Niederlanden archivierten Schriftwechsel zwischen ihm und Helmuth Plessner aus den 1940er Jahren hingewiesen und auf eine auch bei Heuer/Wolf erwähnte Veröffentlichung, die 1953 in Philadelphia erschienen ist: A philosophical basis of sciences; lecture course given from February to May 1953. Fritz Laquer starb am 28. Mai 1954 in Philadelphia. Ein Wiedergutmachungsverfahren wurde zumindest in Hessen nicht eingeleitet. |
| Walter Lehmann           | 1888 – 1960                                              | Walter Lehmann kam 1929 von Göttingen als Chirurg an das Krankenhaus des Vaterländischen Frauenvereins vom Roten Kreuz nach Frankfurt, Vollzog hier eine Umhabilitation und wurde 1931 zum nichtbeamteten ao. Professor berufen. | Im Sommer 1933 wurde Lehmann nach § 3 BBG die Lehrbefugnis entzogen. | Lehmann emigrierte 1936 nach Albanien 1939, ebenso wie sein Bruder, der Jurist Julius Lehmann, in die USA. | Walter Lehmann wurde 1946 US-amerikanischer Staatsbürger. Zu Beginn der 1950er Jahre strengte er ein Wiedergutmachungsverfahren an. |
| Werner Lipschitz         | 1892 – 1948                                              | Lipschitz kam nach dem Ersten Weltkrieg als Assistent an das Pharmakologische Institut, wurde 1920 habilitiert und zum Privatdozenten ernannt. 1923 wurde er stellvertretender Direktor des Pharmakologischen Instituts. Er wurde 1925 zum ao. Professor berufen und 1926 zum ordentlichen Professor sowie zugleich zum Direktor des Pharmakologischen Instituts. | Lipschitz wurde 1933 nach § 4 BBG entlassen. | 1933 emigrierte Lipschitz in die Türkei und wurde in Istanbul ordentlicher Professor für Physiologische Chemie und Direktor des Instituts für Biochemie. 1939 übersiedelte Lipschitz in die USA und arbeitete von 1940 bis 1947 in einen privatwirtschaftlichen Forschungsinstitut. | Lipschitz starb am 1. Februar 1948 im Staate New York. In den frühen 1950er Jahren wurde von den Hinterbliebenen ein Wiedergutmachungsverfahren eingeleitet. |
| Karl Ludloff             | 1864 – 1945                                              | Ludloff kam 1914 als Honorarprofessor nach Frankfurt und wurde 1919 zum ordentlichen Professor für Orthopädische Chirurgie berufen. Nach seiner Emeritierung im Jahre 1929 übernahm er in Frankfurt noch Lehrstuhlvertretungen und wurde 1930 wegen einer Lehrtätigkeit in den USA beurlaubt. | 1937 wurde Ludloff wegen seiner Ehe mit Margarete Litten (* 1877), die jüdischen Glaubens war, aus dem Personal- und Vorlesungsverzeichnis der Universität gestrichen. | | Karl Ludloff starb am 26. September 1945 in Frankfurt. |
| Wilhelm May              | 5. November 1905 – Todesdatum unbekannt                  | May hatte sein gesamtes Studium einschließlich Staatsexamen und Promotion in Frankfurt absolviert und war vom 1. Juni 1929 bis zum 31. Dezember 1929 Medizinalpraktikant an der Medizinischen Universitätsklinik. Danach wechselte er an die Chirurgische Universitätsklinik und schließlich als Volontärarzt an die Universitätsfrauenklinik. | Am 6. April 1933 wurde May zum 30. April 1933 unter Berufung auf die „Preußische Sparverordnung“ gekündigt. | May wechselte für etwa ein Jahr zur Weiterbildung an ein Krankenhaus in Wieden (Wien) und kehrte im August 1934 noch einmal nach Frankfurt zurück. Von hier aus reiste er im September 1934 über Luxemburg und Paris nach Cherbourg, von wo aus er sich am 23. Januar 1935 in die USA einschiffte. Er musste sich nach seiner Ankunft mit untergeordneten Tätigkeiten begnügen, bevor er Anfang Oktober 1937 in New York das ärztliche Staatsexamen ablegen konnte. Seit 1. Januar 1938 konnte er in New York eine Praxis als Allgemeinarzt betreiben. | Unter Bezug auf das von May 1956 angestrengte Wiedergutmachungsverfahren berichten Benzenhöfer/Birkenfeld von einer eher unbefriedigenden wirtschaftlichen Lage Mays. Über den Ausgang des Wiedergutmachungsverfahrens erteilen sie keine Auskunft. |
| Ludwig Mayer             | 23. Oktober 1905 – Todesdatum unbekannt                  | Mayer hatte in Frankfurt studiert und promoviert und kam nach verschiedenen Stellen als Volontärassistent an auswärtigen Kliniken am 1. September 1932 in gleicher Funktion an die Frankfurter Universitätshautklinik zurück. | Am 6. April 1933 wurde Mayer vom Magistrat der Stadt zum 30. April 1933 unter Berufung auf die „Preußische Sparverordnung“ gekündigt. | Über die unmittelbaren Folgen von Mayers Entlassung liegen keine Erkenntnisse vor. | Unter Bezug auf Mayers Personalakte und dem darin erwähnten Entschädigungsverfahren gehen Benzenhöfer/Birkenfeld davon aus, dass Mayer 1957 in den USA lebte. Seine Einreise nach dort ließ sich in den Passagierlisten von Ellis Island nicht feststellen. |
| Arnold Merzbach          | 1898 – 1956 in Jerusalem                                 | Nach Approbation und Promotion war Merzbach seit 15. Oktober 1926 an der Psychiatrischen und Nervenklinik (Klinik für Gemüts- und Nervenkranke) der Universität tätig, zuletzt seit dem 1. April 1927 als außerplanmäßiger Assistenzarzt. | Nach der von Benzenhöfer/Birkenfeld zitierten Wiedergutmachungsakte der Witwe Rosi Merzbach (geborene Feist; * 29. Oktober 1900) sei Arnold Merzbach zum 30. März 1933 aus dem Universitätsdienst ausgeschieden. | Nach weiteren von Benzenhöfer/Birkenfeld zitierten Quellen arbeitete Merzbach 1937 noch als Facharzt in Frankfurt und wurde am 29. September 1938 als Krankenbehandler zugelassen. 1939 emigrierte Merzbach zusammen mit seiner Frau nach Palästina, wo er wieder als Arzt gearbeitet und den Namen Aron Chaim Merzbach geführt habe. | Nach dem Hessischen Hauptstaatsarchiv hat Merzbach bereits 1950 ein Wiedergutmachungsverfahren eingeleitet. |
| Ernst Metzger            | 1895 – 1967                                              | Metzger war ab 1920 als Volontärarzt an der Universitäts-Augenklinik tätig und von 1924 bis 1929 als Oberarzt. 1929 eröffnete er eine eigene Augenarztpraxis und habilitierte sich 1932 in Augenheilkunde. Zugleich wurde er zum Privatdozenten ernannt. | 1933 Entzug der Lehrbefugnis nach § 3 BBG. | Metzger emigrierte 1938 in die USA und wirkte als Professor für Augenheilkunde an der Universität von New York und am Lenox Hill Hospital. | 1961 wurde Metzger im Rahmen einer Wiedergutmachungsprofessur in Frankfurt zum außerplanmäßigen Professor berufen und erhielt Ruhestandsbezüge in Anlehnung an solche eines wissenschaftlichen Rats zugesprochen. Ob dieses Ergebnis Teil des damals noch laufenden Wiedergutmachungsverfahrens war, ist nicht bekannt. |
| Max Neisser              | 1869 – 1938                                              | Nach seiner Habilitation im Jahre 1899 kam Neisser an das von Paul Ehrlich geleitete Königliche Institut für experimentelle Therapie. 1901 wurde er Titular-Professor 1909 Direktor des von ihm gegründeten Hygienischen Instituts. 1914 gehörte er zu den Gründern der Universität und wurde im gleichen Jahr zu ordentlichen Professor berufen. | 1933 wurde er nach § 3 BBG beurlaubt und emeritiert. | Der Entzug der Lehrbefugnis folgte am 14. Februar 1936. Max Neisser starb am 25. Februar 1938 | |
| Wilhelm Plesch           | 11. Januar 1907 in Kusel – Todesdatum unbekannt          | Plesch begann seine Tätigkeit in Frankfurt am 1. September 1932 als Volontärarzt an der Universitätshautklinik und war dann vom 1. Oktober 1932 bis zum 31. März 1933 dort als Assistenzarzt tätig. Wegen angeblicher Einsparmaßnahmen wurde Plesch vom 1. April 1933 an nur noch als Volontärarzt weiterbeschäftigt. | Am 7. Juli 1933 gab der Protestant Plesch in einem BEG-Fragebogen an, dass seine Großeltern mütterlicherseits „israelitisch“ gewesen seien. Das führte zu seiner Einstufung als „Mischling 1. Grades“ und am 14. August 1933 zu seiner Entlassung durch die Stadt Frankfurt, die zum 30. September 1933 wirksam wurde. | Plesch hatte zum Zeitpunkt der Kündigung seine Dissertation noch nicht abgeschlossen, und es fehlten ihm auch noch Zeiten als Assistenzarzt für seine Anerkennung als Facharzt. Seine Bitte, die Kündigung deshalb zu verschieben, wurde von der Stadt aber abgelehnt. Seit Januar 1934 arbeitete Plesch an Krankenhäusern in Saarbrücken. Seine Dissertation stellte er 1940 in München fertig. Im Zweiten Weltkrieg vertrat Plesch in München praktische Ärzte, die zum Militär einberufen worden waren. | Über Pleschs Leben nach dem Ende des Zweiten Weltkriegs liegen keine Informationen vor. Benzenhöfer/Birkenfeld erwähnen einen Wiedergutmachungsantrag. Wann und wo dieser gestellt wurde, ist unbekannt. In der Findemitteldatenbank der Staatlichen Archive Bayerns findet sich lediglich ein Hinweis auf seinen Vater Julius Plesch. |
| Walter Pockels           | 4. Dezember 1899 – 1977                                  | Pockels war seit dem 1. Januar 1930 Assistenzarzt in der Universitätskinderklinik, seit November 1932 Mitglied des Opferrings der NSDAP und seit 24. April 1934 NSDAP-Mitglied. | Pockels schied am 31. Dezember 1935 aus dem Universitätsdienst aus, nach Benzenhöfer/Birkenfeld auf Wunsch von Bernhard de Rudder. Als Grund vermuten Benzenhöfer/Birkenfeld, dass inzwischen bekannt geworden war, dass Pockels nach der Nazi-Ideologie ein Jüdischer Mischling II. Grades war. | Darüber, dass er als „jüdisch versippt“ galt, will Pockels bereits 1933 den neuapostolischen Geistlichen Friedrich Bischoff unterrichtet und ihn gebeten haben, bei der Emigration nach Südafrika behilflich zu sein. Weder Bischoffs noch Pockels eigene Bemühungen in dieser Sache führten jedoch zum Erfolg, auch wenn er sich in einem Schreiben an seinen südafrikanischen Ansprechpartner im Sommer 1935 selber als Oberarzt in Frankfurt, Mitarbeiter am Paul-Ehrlich-Institut und zeitweiligen Vertreter des Chefs der Kinderklinik in Hamburg-Eppendorf bezeichnete. Die Ablehnung aus Südafrika wurde damit begründet, „dass seit der nationalsozialistischen Machtübernahme zahlreiche (jüdische) Ärzte nach Südafrika kommen wollten und diese eine große Konkurrenz für die hiesigen Ärzte darstellen würden“. Über Pockels Schicksal nach den gescheiterten Ausreisebemühungen ist nichts bekannt. | Nach Karl-Peter Krauss lebte der „Facharzt für Kinderkrankheiten“ 1947 in Leer (Ostfriesland). Ein Wiedergutmachungsverfahren wurde zumindest in Hessen nicht angestrengt. |
| Walther Riese            | 1890 – 1976                                              | Walter Riese war seit 1916 als Assistent an den Neuropsychiatrischen und Neurologischen Einrichtungen der Universität. Nach seiner Habilitation in Neurologie wurde er 1924 zum Privatdozenten ernannt. Von 1927 bis 1933 führte er eine Privatpraxis. | 1933 Entzug der Lehrbefugnis nach § 3 BBG. | Riese, der mit der Ärztin und Frauenrechtlerin Hertha Riese (geborene Pataky, 1892–1981) verheiratet war, emigrierte 1933 mit seiner Familie nach Frankreich und forschte hier in Lyon und in Paris. 1940 gelang den Rieses die Flucht in die USA, wo beide am Medical College of Virginia (heute Teil der Virginia Commonwealth University) arbeiten konnten. | Riese war von 1948 bis zu seiner Emeritierung im Jahre 1960 Professor am Medical College, und blieb diesem nach seiner Emeritierung noch weitere fünf Jahre als Gastprofessor verbunden. Seit dem 21. April 1947 besaßen die Rieses die US-amerikanische Staatsangehörigkeit. Hertha Riese gründete das Educational Therapy Center in Richmond und war 20 Jahre lang dessen Direktorin. Von 1962 bis 1965 arbeitete sie in einem katholischen Heim für heimatlose Kinder und nach ihrer Pensionierung weiterhin als Beraterin und behandelnde Psychiaterin. Walter Riese hatte in den 1950er Jahren einen Wiedergutmachungsantrag gestellt. |
| Otto Riesser             | 1882 – 1949                                              | Der in Medizin, Chemie und Pharmakologie habilitierte Riesser war seit 1916 in Frankfurt tätig, zuletzt als ao. Professor, bevor er 1921 einen Ruf nach Greifswald und 1928 nach Breslau erhielt. | Riesser wurde 1934 nach § 5 BBG in Breslau amtsenthoben und 1935 emeritiert. | In den Jahren 1936/37 war Riesser Mitarbeiter an einem Schweizer Forschungsinstitut. Er musste jedoch 1937 wieder nach Deutschland zurückkehren, weil ihm aufgrund eines deutschen Erlasses die Verlängerung seines Reisepasses verweigert wurde. Riesser wurde nach seiner Rückkehr Mitarbeiter von Ferdinand Blum in Frankfurt. Am 11. November 1938 wurde er verhaftet, aber kurz darauf wieder freigelassen. Riesser erhielt mehrere Angebote aus dem Ausland. Um aber näher bei seiner Familie sein zu können, entschied er sich 1939 für eine Stelle in Amsterdam. Er überlebte die Besetzung der Niederlande durch die deutsche Wehrmacht und fand von 1941 bis 1944 Arbeit an einem kleinen Labor. 1941 war ihm die deutsche Staatsbürgerschaft aberkannt worden. | 1945 kehrte Riesser nach Deutschland zurück. Von 1946 bis 1947 arbeitete er als Referent im Hessischen Ministerium für Kultur und Unterricht. „Zu seinem Aufgabenbereich gehörten der Neuaufbau der Universitäten und die Schaffung der akademischen Strukturen für einen Neubeginn des Studienbetriebes.“ Von 1946 bis zu seinem Tod war er an der JWG Lehrbeauftragter für die Grenzgebiete der Pharmakologie und Physiologie, und zu Beginn des Jahres 1949 war er zum kommissarischen Direktor des Pharmakologischen Instituts der JWGU ernannt worden. Riesser stand 1949 außerdem auf Platz 1 einer Berufungsliste der Fakultät, berufen wurde er aber nicht mehr. Neben weiteren Akten im Hessischen Hauptstaatsarchiv existiert für Otto Riesser auch eine Wiedergutmachungsakte.                                                                                           |
| Alice Rosenstein         | 1898 – 1991                                              | Alice Rosenstein war „die erste Frau in Deutschland, die neurochirurgisch arbeitete“, und kam Ende 1929 als Volontärärztin und spätere Assistenzärztin an die Universitätsnervenklinik (Universitätsklinik für Gemüts- und Nervenkranke). | Wie vielen ihrer jüdischen Kolleginnen und Kollegen in der Frankfurter Universitätsmedizin wurde auch Alice Rosenstein unter Berufung auf die „Preußische Sparverordnung“ gekündigt: am 30. März 1933 mit Wirkung zum 15. April 1933. (Benzenhöfer/Birkenfeld, S. 50–51) | Dank eines Affidavits eines bereits in den USA lebenden Onkels konnte Rosenstein im November 1933 Deutschland verlassen und in die USA einreisen. Ihr gelang es relativ schnell, ihre medizinische Laufbahn in den USA fortzusetzen, wobei sich jedoch ihre Tätigkeitsschwerpunkte mehr und mehr in Richtung Neurologie und Psychiatrie verlagerten. Da sich Rosenstein mit antisemitischen Haltungen konfrontiert sah, änderte sie 1938 ihren Nachnamen in Rost. Im Jahr darauf wurde sie US-amerikanische Staatsbürgerin. Rosenstein trat Ende 1943 als beratende Psychiaterin und Neurologin in die US Army ein und arbeitete an einem Trainingszentrum für das Women’s Army Corps. Hier setzte sie sich besonders für lesbische Soldatinnen ein und kämpfte für die Anerkennung der Homosexualität als Veranlagung des Charakters und als Teil der Persönlichkeit, was es ausschließe, sie als Krankheit zu bezeichnen. Für die European Association of Neurosurgical Societies ist Alice Rosenstein aufgrund ihres Eintretens „für die Toleranz gegenüber Homosexuellen in einer der homophobsten Umgebungen […] ein Vorbild für Integrität und Widerstandsfähigkeit über die Neurochirurgie hinaus“. | Alice Rost schied 1946 im Rang eines Majors aus dem medizinischen Militärkorps aus und behandelte anschließend als Chef-Psychiaterin und Leiterin der Neuropsychiatrischen Abteilung traumatisierte Soldaten an einer Klinik für Armeeveteranen in Albany (New York). Nach Deutschland kehrte sie nie mehr zurück. Im Hessischen Hauptstaatsarchiv befindet sich eine auch von Benzenhöfer/Birkenfeld nicht ausgewertete Wiedergutmachungsakte. |
| Paul Rothschild          | 1901 – 1965                                              | Nach mehrjährigen Forschungs- und Weiterbildungsaufenthalten an deutschen und britischen Instituten und Universitäten trat Rothschild am 1. Oktober 1931 eine Stelle in der Medizinischen Universitätsklinik in Frankfurt an. Er war zunächst Volontärassistent und dann Assistenzarzt. | Am 6. April 1933 wurde Rothschild vom Magistrat der Stadt zum 31. Mai 1933 unter Berufung auf die „Preußische Sparverordnung“ gekündigt. | Über Paul Rothschilds Leben nach seiner Entlassung finden sich bei Benzenhöfer/Birkenfeld keine konkreten Hinweise. Sein Name stand jedoch 1940 auf der vom Reichssicherheitshauptamt erstellten Sonderfahndungsliste G.B. In dem Zusammenhang ist nachzulesen, dass Rothschild 1934 nach Großbritannien emigriert sei und eine Privatpraxis in Blaengarw (Grafschaft Glamorgan in Wales) betrieb. | Benzenhöfer/Birkenfeld verweisen auf ein 1952 von Rothschild eingeleitetes Wiedergutmachungsverfahren, dessen Verfahrensakte sie aber nicht eingesehen haben. Sie erwähnen Verhandlungen im Jahre 1964 zwischen Stadt und Universität über Rothschild zu gewährende Bezüge analog zu denen eines entpflichteten ordentlichen Professors. Ob es dazu kam, ist nicht vermerkt. |
| Scholom Samuelson        | 1900 – 1984                                              | Der in Libau geborene Samuelson, der dort auch die Reifeprüfung ablegte, verbrachte sein anschließendes Medizinstudium ausschließlich in Frankfurt, wo er auch die medizinische Prüfung ablegte und promoviert wurde. Am 3. Juni 1925 wurde er Medizinalpraktikant an der Medizinischen Universitätsklinik. Nach seiner Approbation war er hier seit Juni 1932 auch als Assistenzarzt tätig. | Benzenhöfer/Birkenfeld konnten kein Kündigungsschreiben ausfindig machen, das die Gründe für Samuelsons Ausscheiden am 14. März 1933 benannt hätte. | Die Palestine Gazette, das offizielle Amtsblatt der palästinensischen Regierung (der britischen Mandatsbehörde), meldete am 22. März 1934, dass im Februar 1934 einer Anzahl von Medizinern, Dentisten, Pharmazeuten und Hebammen die Erlaubnis erteilt worden sei, ihren Beruf in Palestina auszuüben. In dieser Liste findet sich auch der Name von Scholom Samuelson aus Jerusalem. | Nach Benzenhöfer/Birkenfeld befand sich Samuelson 1958 in Israel, genauere Angaben fehlen. Ein Wiedergutmachungsantrag wurde vermutlich 1955 gestellt. |
| Trude Schiff-Löwenstein  | 1907 – 2003                                              | Trude Schiff, geborene Löwenstein, kam am 1. Februar 1932 als Medizinalpraktikantin an die Medizinische Poliklinik der Universität und wurde am 1. Januar 1933 Volontärassistentin. | Am 6. April 1933 wurde Löwenstein zum 30. April 1933 unter Berufung auf die „Preußische Sparverordnung“ gekündigt. | Nach ihrer Entlassung in Frankfurt arbeitete Löwenstein als Volontärassistentin am Israelitischen Asyl für Kranke und Altersschwache in Köln. Von 1935 an war sie dort bis 1939 als Assistenzärztin und zeitweilig als kommissarische Leiterin der chirurgischen Abteilung tätig. Am 21. September 1938 heiratete Trude Löwenstein den Fotografen Hans Schiff, mit dem zusammen sie 1939 nach Großbritannien und 1940 weiter in die USA emigrierte. Im Dezember 1940 erhielt Schiff-Löwenstein die US-amerikanische ärztliche Lizenz und arbeitete danach als Ärztin. | Ende 1945 wurde das Ehepaar Schiff in den USA eingebürgert. Der umfangreiche Nachlass des Ehepaares Schiff-Löwenstein ist im Besitz des Leo Baeck Instituts und über das Center for Jewish History online zugänglich. |
| Max Schlesinger          | 1904 – 4. Februar 1937                                   | Schlesinger, der in Budapest einen Hochschulabschluss erworben hatte, kam 1929, möglicherweise aber auch erst 1931 (so die Große Sowjetische Enzyklopädie) als Assistent an das Frankfurter Institut für Kolloidforschung. | Es gibt keine Hinweise auf Verfolgungsmaßnahmen nach dem Machtantritt der Nationalsozialisten; Schlesinger behielt seine Stelle bis 1934. | Die Gründe für Schlesingers Ausscheiden im Jahr 1934 sind unklar. Ab 1935 arbeitete er beim National Institute for Medical Research in London und zählt zu den Begründern der molekularbiologischen Virusforschung. Die Hintergründe seines frühen Todes sind nicht bekannt. | |
| Gerhard Schmidt          | 1901 – 1981                                              | Schmidt kam 1929 von Stuttgart aus als Assistent an das Senckenbergische Pathologische Institut. Nach seiner Habilitation im Jahre 1931 wurde er zum Privatdozenten ernannt. | 1933 Entzug der Lehrbefugnis nach § 3 BBG. | Schmidt emigrierte 1933 zunächst nach Neapel und erhielt dann für 1933/34 ein Forschungsstipendium der Universität von Stockholm 1934/35 war er an der Universität von Florenz tätig und daran anschließend bis 1936 an der kanadischen Queen’s University (Kingston). 1937 erhielt er eine Assistentenstelle in den USA, und ab 1940 war er dann an der Tufts University School of Medicine in Boston tätig. 1944 wurde Schmidt US-amerikanischer Staatsbürger. | 1948 wurde Schmidt Research Professor der Biochemie und 1950 Professor der Biochemie. Mitte der 1950er Jahre stellte er einen Wiedergutmachungsantrag. Schmidt wurde 1976 emeritiert. Er starb am 24. April 1981 in Boston. |
| Paula Schopflocher       | 1903 – 2001                                              | Die als Paula Seier in Hamburg geborene Paula Schopflocher war seit dem 1. Oktober 1930 an der Universitätshautklinik tätig, unter anderem auch als Leiterin der Kinderhautklinik. | Paula Seier hatte am 22. Juni 1933 den Chemiker Paul Schopflocher (1900–1968) geheiratet. Sie war evangelischen Glaubens, er jüdischen. Nach eigener Kündigung schied sie zum 15. August 1933 aus den Diensten der Universität aus. Benzenhöfer/Birkenfeld gehen von Anfeindungen wegen „jüdisch versippt“ aus. | Die Datenbank von Ellis Island verzeichnet am 6. August 1935 die Einreise der „Non Immigrant Aliens“ Paul und Paula Schopflocher. Sie kamen aus Bremen und wurde als Transit-Passagiere klassifiziert. Ein Zielland ist nicht angegeben. Die Schopflochers wurden am 22. Juni 1938 unter Beschlagnahmung ihres Vermögens ausgebürgert (Benzenhöfer/Birkenfeld). Einen Monat zuvor, am 21. Mai 1938, war „Alien“ Paula Schopflocher aus Southampton kommend ein weiteres Mal in die USA eingereist. Sie befand sich, so der Eintrag in der Datenbank von Ellis Island, in Begleitung von Thomas Schopflocher (* 2. Juni 1935 in London) und war im Besitz eines am 16. November 1937 in Montreal ausgestellten Visums. | Ein letzter Eintrag in der Datenbank von Ellis Island stammt vom 12. April 1957. Die „Alien Passengers“ Paul und Paula Schopflocher landeten an diesem Tag an Bord eines britischen Flugzeugs von Bermuda kommend auf dem New York International Airport. Ein Wiedergutmachungsverfahren für Paula Schopflocher wurde vermutlich 1958 eingeleitet. Verschiedene Hinweise deuten darauf hin, dass die Schopflochers nach ihrer Emigration über England nach Kanada reisten und dort eine neue Heimat fanden. |
| Philipp Schwartz         | 1894 – 1977                                              | Schwartz war 1919 aus Ungarn emigriert und wurde im gleichen Jahr Assistent am Pathologischen Institut der Frankfurter Universität. Hier habilitierte er sich 1923 in Pathologie und Anatomie und wurde zum Privatdozenten ernannt. Von 1927 bis 1933 war er nichtbeamteter ao. Professor der Pathologie. | Schwartz war erst seit 1930 deutscher Staatsbürger, und es ist zu vermuten, dass auch er 1933 aufgrund des BBG von der Universität entfernt worden wäre. Er kam dem zuvor, indem er im März 1933 von einer privaten Reise nach Zürich nicht mehr nach Deutschland zurückkehrte. | 1933 gründete Schwartz in der Schweiz die Notgemeinschaft deutscher Wissenschaftler im Ausland. Noch im Sommer 1933 gelang es ihm, für eine Gruppe von 30 in Deutschland bedrohten Professoren Exil in der Türkei zu erwirken und sie an die neu eröffnete Universität Istanbul zu vermitteln. Schwartz selber war dort von 1933 bis 1953 Professor für Pathologie und pathologische Anatomie und Direktor des Pathologischen Instituts. | Schwartz übersiedelte 1953 in die USA und wirkte ab 1954 als Pathologe am Warren State Hospital in Warren (Pennsylvania). Schwartz „wäre in den 1950er Jahren gerne an seine Frankfurter Wirkungsstätte zurückgekehrt, blieb hier jedoch unerwünscht“. 1954 wurde ihm im Rahmen einer Wiedergutmachungsprofessur ohne Lehrverpflichtungen eine ordentliche Professur für pathologische Anatomie zuerkannt. Die Stadt Zürich ehrte Schwartz mit einem Ehrengrab, und die Frankfurter Universität erinnert seit ihrem Jubiläumsjahr 2014 mit einer Stele auf dem Campus Niederrad an ihn. |
| Walter Veit Simon        | 1882 – 1958                                              | Simon war von 1914 bis 1922 Oberarzt für orthopädische Chirurgie an der Frankfurter Universität und danach bis 1934 Oberarzt beim Roten Kreuz. Er hatte sich 1916 in Chirurgie habilitiert und war seit diesem Jahr auch Privatdozent und ab 1921 nichtbeamteter ao. Professor. Seit 1923 betrieb er in Frankfurt eine orthopädische Praxis und war auch als Sportarzt für den FSV Frankfurt tätig. | Simon wurde 1935 nach dem Reichsbürgergesetz und bekam 1937 seinen Professorentitel aberkannt. | Nach dem Novemberpogrom 1938 wurde Simon im Konzentrationslager Buchenwald inhaftiert, konnte aber im gleichen Jahr noch nach Chile flüchten. | Simon wurde 1946 chilenischer Staatsbürger und legte 1948 das chilenische Arztexamen ab. Er betrieb eine privatärztliche Praxis und arbeitete in der Traumatologie. In Leipzig gibt es seit 2017 eine Liste der Stolperschwellen mit 36 Stolpersteinen für die jüdischen Mitglieder der Deutschen Gesellschaft für Unfallchirurgie, die zwischen 1933 und 1945 verfolgt wurden. Einer dieser Stolpersteine ist für Walter Veit Simon, der am 21. April 1958 in Santiago de Chile verstarb. |
| Ernst Simonson           | 1898 – 1974                                              | Simonson kam 1927 von der Universität Greifswald an das Sozialhygienische Untersuchungsamt in Frankfurt und wurde hier 1928 Vorsteher der Abteilung für Arbeitsphysiologie und Gewerbehygiene. Ebenfalls 1928 erfolgte seine Habilitation, nach der er als Privatdozent an der Universität lehrte. Von 1930 an hielt er Gastvorlesungen in Charkow und war dazu an der Frankfurter Universität bis zum 31. März 1934 beurlaubt. | 1934 wurde Simonson nach § 3 BBG die Lehrbefugnis entzogen. | Simonson emigrierte nach Charkow und war hier von 1934 bis 1937 Professor für Physiologie. Von 1937 bis 1939 war er am Psychotechnologischen Institut in Prag tätig, bevor er 1939 mit seiner Familie in die USA übersiedelte. Von 1939 bis 1944 war er Forschungsassistent am Mount Sinai Hospital (Milwaukee), und danach gehörte er bis 1974 in unterschiedlichen Positionen zum Lehrkörper der University of Minnesota. | 1945 wurde Simonson US-amerikanischer Staatsbürger. Im Rahmen einer Wiedergutmachung wurde ihm 1957 in Frankfurt der Status eines emeritierten ordentlichen Professors zuerkannt. Gleichwohl zählte ihn Gine Elsner in ihrem 2017 erschienenen Buch neben Ludwig Ascher und Wilhelm Hanauer zu den „verfolgten, vertriebenen und vergessenen“ jüdischen Frankfurter Sozialhygienikern. |
| Rudolf Spiegler          | 1898 – Todesdatum nicht bekannt                          | Bevor Spiegler seine medizinische Karriere begann, hatte er bereits eine völlig andere Karriere durchlaufen: Der Teilnehmer am Ersten Weltkrieg hatte sich nach dessen Ende im Freikorps Epp aktiv an der Niederschlagung der Münchner Räterepublik beteiligt. 1923 bestand Spiegler in München das Staatsexamen und wurde danach Assistent an der Frankfurter Universitäts-Frauenklinik. 1930 habilitierte er sich in einem möglicherweise nicht korrekt verlaufenen Verfahren und wurde zum Oberarzt befördert. | Trotz seiner rechts-nationalen Vergangenheit galt Spiegler, der 1933 dem Stahlhelm, Bund der Frontsoldaten, beigetreten war, nach der nationalsozialistischen Machtübernahme aufgrund seiner Ehe mit einer Halbjüdin als „jüdisch versippt“. Ihm wurde die Ernennung zum außerplanmäßigen Professor verweigert, und er wurde Mitte der 1930er Jahre als Oberarzt abgelöst. Aufgrund eines Erlasses vom 19. April 1937 verlor er dann seine Anstellung an der Universität. | Spiegler durfte weiterhin den Titel „Dr. med. habil.“ führen und auch eine Praxis führen. Die Kassenzulassung wurde ihm jedoch verwehrt. 1943 musste er am Städtischen Krankenhaus in Gießen die vakante Stelle eines Gynäkologen übernehmen. | Unmittelbar nach Kriegsende wurde Spiegler mit Unterstützung der Militärbehörde Leiter der Universitäts-Frauenklinik in Frankfurt. Die Fakultät war damit nicht einverstanden, und ebenso nicht mit Spieglers Ernennung zum außerplanmäßigen Professor, die im Sommersemester 1946 im Rahmen einer Wiedergutmachung erfolgte. Kurz darauf erhielt er einen Ruf an die Städtische Frauenklinik in Ulm. |
| Paul Spiro               | 1892 – (Todesdatum nicht ermittelt)                      | Spiro kam 1922 von Straßburg nach Frankfurt und wirkte hier zunächst als Volontär und dann Assistent. 1925 wurde er Oberarzt an der Universitäts-Poliklinik und 1928, nach seiner Habilitation, Privatdozent. 1932/33 war Spiro Chefarzt der Frankfurter Tuberkuloseberatungsstelle. | Ob er entlassen wurde oder einer Entlassung zuvorkam, ist nicht bekannt. | Spiro emigrierte 1933 in die Schweiz und später in die Niederlande. | Seit den frühen 1950er Jahren lief ein Wiedergutmachungsverfahren, dessen Akte auch Aufschluss über Spiros Schicksal nach seiner Emigration geben könnte. |
| Hans Jakob Stern         | 18. Juni 1908 – Todesdatum unbekannt                     | Der Mediziner Stern war vom 1. Oktober 1932 bis 30. September 1933 Assistent am Institut für animalische Physiologie. Seine Stelle wurde aber von einer Stiftung finanziert. (Benzenhöfer/Birkenfeld, S. 56–58). | Ob und welchen Repressionen Stern 1933 ausgesetzt war, ist nicht dokumentiert. Benzenhöfer/Birkenfeld verweisen auf ein Schreiben des Kurators der Universität vom 30. Oktober 1933, durch das Stern erlaubt wurde, noch bis Ende Januar 1934 unentgeltlich Lehrfilme am Institut zu erstellen. | Stern erhielt 1934 ein holländisches Stipendium, das es ihm ermöglichte, neun Monate als unbezahlter Assistent an der Universitätsaugenklinik in Istanbul zu arbeiten. Da er dort keine Festanstellung fand, ging Stern 1935 nach Palästina. Der Versuch, in Haifa eine Augenarztpraxis aufzubauen, misslang. Stern ging deshalb 1938 als Assistent an die Augenabteilung des Hadassah-Krankenhauses in Jerusalem. Von 1942 bis 1946 diente er als Arzt in der Britischen Armee. | 1947 wanderte Stern in die USA aus und konnte dort als praktischer Arzt arbeiten. Nach Heuer/Wolf lebte er 1960 in Utica (New York) Der Ausgang eines von 1954 bis 1962 laufenden Wiedergutmachungsverfahrens ist leider nicht dokumentiert. Benzenhöfer/Birkenfeld zitieren lediglich Auszüge aus dem Schriftwechsel zwischen der Entschädigungsbehörde und der Stadt Frankfurt, für die 1960 feststand, dass Stern nie in städtischen Diensten gestanden habe und ihm außerdem zum 30. September 1933 von einem nicht städtischen Institut gekündigt worden sei. |
| Kurt Stern               | 17. August 1901 in Alexandria – Todesdatum unbekannt     | Nach seiner Approbation war Stern vom 1. Januar 1927 bis zum 1. Mai 1929 an der Chirurgischen Universitätsklinik tätig und danach als Assistenzarzt an der Universitätsfrauenklinik. | Am 6. April 1933 wurde Stern vom Magistrat der Stadt zum 30. April 1933 unter Berufung auf die „Preußische Sparverordnung“ gekündigt. | Über Sterns weiteres Schicksal ist bislang wenig bekannt. | Nach Benzenhöfer/Birkenfeld lebte Stern 1957 in London; eine Wiedergutmachungsakte wurde von ihnen erwähnt, aber nicht ausgewertet. |
| Erwin Stilling           | 1882 – 24. April 1942 im Ghetto Litzmannstadt            | Der promovierte Mediziner Stilling, der vom 1. Oktober 1920 bis zum 1. Januar 1922 schon mal als Volontärarzt in Frankfurt tätig war, war seit dem 30. November 1929 „als wissenschaftlicher Bibliothekar der gemeinsamen Bibliothek des Staatlichen Instituts für Experimentelle Therapie und des Georg-Speyer-Hauses tätig“. | Stilling wurde aufgrund des Reichsbürgergesetzes am 31. Dezember 1935 in den Ruhestand versetzt. (Benzenhöfer/Birkenfeld, S. 62–63) | Stilling blieb in Frankfurt wohnen; es ist jedoch nicht bekannt, wie er die Folgejahre, offenbar ohne Beschäftigung, überlebte. Am 19. oder 20. Oktober 1941 wurde Erwin Stilling von Frankfurt aus ins Ghetto Litzmannstadt deportiert, wo er dann 1942 zu Tode kam. | Vermutlich von seinem Bruder, Erwin Stilling, wurde Mitte der 1950er Jahre ein Wiedergutmachungsverfahren in Gang gesetzt, dessen Ausgang aber nicht dokumentiert ist. Am 23. Juni 2014 wurden vor dem Georg-Speyer-Haus in der Paul-Ehrlich-Str. 42 in Frankfurt-Sachsenhausen fünf Stolpersteine für verfolgte jüdische Wissenschaftler des Georg-Speyer-Hauses und des Paul-Ehrlich-Instituts verlegt, darunter auch einer für Erwin Stilling. |
| Julius Strasburger       | 1871 – 1934                                              | Strasburger war seit 1914 Ordentlicher Professor für Innere Medizin. | 1934 Zwangsemeritierung | Strasburger starb am 28. Oktober 1934 in Frankfurt. | |
| Eduard Strauss           | 1876 – 1952                                              | Nach beruflichen Stationen in München und Berlin kam Strauss 1906 nach Frankfurt zurück und arbeitete Assistent an verschiedenen Krankenhäusern in der Stadt. Von 1912 bis 1922 war er Mitarbeiter am Biologischen Institut von Ferdinand Blum und im Anschluss daran bis 1935 Mitarbeiter am Georg-Speyer-Haus. | Aufgrund des Reichsbürgergesetzes wurde Strauss „am 15. Oktober 1935 beurlaubt und kurz darauf zum 31. Dezember 1935 zwangsweise in den Ruhestand versetzt“. | Strauss emigrierte 1938 über Italien und Kuba in die USA, wo er von 1939 bis 1943 am Beth David Hospital arbeitete und danach für verschiedene Kliniken und für die New York University. Seit 1943 war Strauss US-amerikanischer Staatsbürger. | Strauss oder seine Angehörigen haben 1950 ein Wiedergutmachungsverfahren eingeleitet. Am 23. Juni 2014 wurden vor dem Georg-Speyer-Haus in der Paul-Ehrlich-Str. 42 einer von fünf Stolpersteinen für verfolgte jüdische Wissenschaftler des Georg-Speyer-Hauses und des Paul-Ehrlich-Instituts zur Erinnerung an Eduard Strauss verlegt. |
| Hans Strauss             | 1898 – 1977                                              | Strauss war seit 1922 Arzt an der Universitäts Nervenklinik und dort ab 1930 Oberarzt. Er wurde 1929 in Psychiatrie und Neurologie habilitiert und zum Privatdozenten ernannt. | 1933 Entzug der Lehrbefugnis nach § 3 BBG. | Hans Strauss konnte nach seiner Entlassung eine neurologische Praxis führen. 1937 emigrierte er mit seiner Familie in die USA und führte von 1938 bis 1977 eine Privatpraxis in New York. Außerdem arbeitet er auch an Hospitälern und war bis zu seiner Emeritierung Professor an der Mount Sinai School of Medicine, wo er das erste EEG-Labor des Krankenhauses gründete. Der am 6. Mai 1977 in New York verstorbene Strauss war seit 1942 US-amerikanischer Staatsbürger. | Im Rahmen einer Wiedergutmachung wurde Strauss 1951 in Frankfurt der Status eines außerplanmäßigen und 1958 der Status eines ordentlichen Professors zuerkannt. In dieser Funktion wurde er 1971 emeritiert. Strauss „spielte eine führende Rolle als Gutachter bei Wiedergutmachungsansprüchen wegen langfristiger Folgen der Haft im Konzentrationslager“. Ein Wiedergutmachungsverfahren lief auch in eigener Sache. |
| Joseph Tannenberg        | 1895 – 1971                                              | Tannenberg war von 1920 bis 1933 Mitarbeiter am Pathologisch-Biologischen Institut, zuerst als Assistent, dann nach seiner Habilitation im Jahre 1925, als Oberarzt und Privatdozent. 1930 wurde er zum nichtbeamteten ao. Professor berufen. | Tannenberg wurde 1933 die Lehrbefugnis entzogen, und er wurde aus dem Personal- und Vorlesungsverzeichnis gestrichen. | Nach seiner Entlassung konnte er noch bis 1935 als Prosektor und Abteilungsleiter an einem Berliner Krankenhaus arbeiten, bevor er in die USA emigrierte. Tannenberg ließ sich in Albany nieder und arbeitete von I935 bis 1941 als Forschungsdirektor eines Laborunternehmens. 1942 zog er nach Batavia und gründete mit dem Genesee County Laboratory ein eigenes klinisches Labor, das für Ärzte und Krankenhäuser arbeitete. Zusätzlich gründete er auch eine Schule für die Ausbildung von medizinischem Laborpersonal. | Tannenberg ging 1967 in den Ruhestand und verstarb am 8. Mai 1971 in Batavia. |
| Marcel Traugott          | 1882 – 1961                                              | Traugott kam 1909 als Assistenzarzt an die Frauenklinik in Frankfurt, wurde hier 1916 habilitiert und zum Privatdozenten ernannt und gründete 1918 ebenfalls in Frankfurt eine eigene Frauenarztpraxis. 1922 wurde er zum nichtbeamteten ao. Professor berufen. Marcel Traugott war Mitglied im ‚‘Verein Sozialistischer Ärzte’‘. | 1933 Entzug der Lehrbefugnis nach § 3 BBG. | Traugott emigrierte Ende 1933 in die Schweiz und eröffnete 1934 eine Privatarztpraxis in Zürich. | Zu Beginn der 1950er Jahre hatte Traugott ein Wiedergutmachungsverfahren eingeleitet. Am 29. September 2013 fand an mehreren Orten der Schweiz der Europäische Tag der Jüdischen Kultur statt. Aus diesem Anlass gab es in Zürich eine Veranstaltung über das Verhältnis von Thomas und Katia Mann zu ihren Züricher Ärzten und Arzt-Freunden. In der Ankündigung dieser Veranstaltung hieß es: „Zu Medizinern hatte und pflegte Thomas Mann zeitlebens besondere Beziehungen. Sowohl was seine Gesundheit, wie auch was seine literarischen Werke betraf, suchte er Rat bei Ärzten, wie etwa dem Ehepaar Dr. Erich und Nettie Katzenstein-Sutro und Prof. Dr. Marcel Traugott. Aus diesen Verbindungen resultierten Einflüsse auf sein Werk wie andere Ereignisse. In einer kleinen Präsentation kommen diese besonderen «Zürcher» Beziehungen und Zusammenhänge zur Darstellung.“ |
| Franz Volhard            | 1872 – 1950                                              | Nach einer schon erfolgreichen Karriere kam Volhard 1927 von der Universität Halle als Ordentlicher Professor für Innere Medizin und Direktor der Medizinischen Klinik an die Frankfurter Universität. | Volhard, der nach 1933 noch Dekan der Medizinischen Fakultät war und verschiedenen NS-Organisationen angehörte, aber als Freimaurer nicht Mitglied der NSDAP werden konnte, wurde zum 1. Oktober 1938 zwangsemeritiert wegen seiner Mitgliedschaft bei den Freimaurern und wegen seines Eintretens für jüdische Kollegen. | Volhard konnte weiter seine Frankfurter Arztpraxis betreiben und war von 1940 bis 1945 als Beratender Internist der Wehrmacht im Range eines Marineoberstabsarztes in den Lazaretten von Frankfurt und Umgebung sowie in einem Sanatorium in Bad Nauheim tätig. | 1945 wurde Volhard von der US-Militärregierung wieder als Direktor der Medizinischen Klinik der Universität Frankfurt eingesetzt. Er starb 1950 in der Folge eines Unfalls. |
| Heinrich von Mettenheim  | 1867 – 1944                                              | Mettenheim ließ sich 1897 in Frankfurt als Arzt nieder und wurde 1899 Leiter ‚‘Clementine Kinderhospitals’‘. 1908 übernahm er die Leitung der späteren Universitätsklinik und wurde 1914 ao. Professor für Kinderheilkunde. Von 1920 bis 1935 war er ordentlicher Professor. und Direktor der Universitäts-Kinderklinik. | Wegen der jüdischen Herkunft seiner Ehefrau wurde Mettenheim im März 1935 vorzeitig entlassen und emeritiert. | Mettenheims Name wurde 1937 aus dem Personal- und Vorlesungsverzeichnis gestrichen; ihm wurde verboten, die Klinik zu betreten. Mettenheim starb am 29. Januar 1944 bei einem Luftangriff auf Frankfurt. | |
| Raphael Weichbrodt       | 1886 – 1942                                              | Weichbrodt kam 1915 als Assistent an die Psychiatrische Universitätsklinik, habilitierte sich 1920 in Psychiatrie und Neurologie und wurde Privatdozent. 1926 wurde Weichbrodt nichtbeamteter ao. Professor sowie Facharzt für Nervenkrankheiten und Psychiatrie. 1932 wurde er Leiter des Chemisch-serologischen Laboratoriums der Universitätsklinik für Gemüts- und Nervenkranke. | 1933 Entzug der Lehrbefugnis nach § 3 BBG. | Weichbrodt wurde aus den städtischen Diensten entlassen und konnte vorübergehend seine Gutachtertätigkeiten, unter anderem für die Reichsbehörden Bahn und Post, fortsetzen. Weichbrodt, dessen Frau bereits 1932 gestorben war, unternahm noch bis 1939/40 Versuche, in die USA zu emigrieren, die jedoch alle erfolglos blieben. Ende Mai wurde er ins Konzentrationslager Mauthausen deportiert, wo er am 31. Mai 1942 angeblich an Herzversagen starb. Weichbrodts Tochter Dorrit (* 1921) wurde zur selben Zeit nach Mauthausen deportiert. Für sie wurde dasselbe Todesdatum festgelegt. | Weichbrodts älteste Tochter Ruth (* 1920, verheiratete Josel), die 1938 in die USA emigrieren konnte, war es vermutlich, die Mitte der 1950er Jahre ein Wiedergutmachungsverfahren eingeleitet hat. „An Raphael und Dorrit W. erinnern in Ffm. eine Gedenktafel auf der Grabstätte der Ehefrau bzw. Mutter Meta W., geb. Markus, auf dem Neuen Jüdischen Friedhof, Namensblöcke im Namenfries der Gedenkstätte Neuer Börneplatz und seit 17.10.2014 Stolpersteine vor ihrer Wohnadresse (ca. 1926-40) in der Mainzer Landstraße 23 (eigentlich 21).“ |
| Alfred Weil              | 1884 – 1948                                              | Alfred Weil kam am 1. April 1919 als Leiter der Röntgenabteilung an das Krankenhaus des Vaterländischen Frauenvereins (KVF). 1919 erfolgte seine Umhabilitation und seine Ernennung zum Privatdozenten. Weil wurde 1921 zum nichtbeamteten ao. Professor berufen und zum Chefarzt der Röntgenabteilung am KVF ernannt. Diese Tätigkeit übte er bis 1933 aus, parallel zu seiner Tätigkeit als niedergelassener Facharzt für Röntgenologie. | Welche Sanktionen er 1933 erdulden musste, ist nicht bekannt, dass er jedoch erst 1935 entlassen wurde, spricht dafür, dass er aufgrund seiner Teilnahme am Ersten Weltkrieg bis dahin einen gewissen Schutz durch das Frontkämpferprivileg genoss. | Weil emigrierte 1935 in die USA. Über seine Tätigkeiten dort, liegen bislang keine Erkenntnisse vor, außer dass er am 3. November 1948 in New York verstarb. | Hinterbliebene von Alfred Weil, zu denen nach Heuer/Wolf (S. 383–385) die aus Weils erster Ehe mit Berta Backes (* 1891) stammenden Töchtern Magdalene (* 1919) und Liselotte (* 1922) sowie der Autor, Komponist und Musikverleger Rudi Revil (1916–1983) gehören, und vermutlich auch seine zweite Ehefrau (Elisabeth Rössel, * 1905), haben Mitte der 1950er Jahre ein Wiedergutmachungsverfahren angestrengt. |
| Kurt Zinnemann           | 1907 – 1988                                              | Der in Frankfurt geborene und aufgewachsene Zinnemann studierte hier auch Medizin, legte die Staatsprüfung ab und wurde promoviert. Vom 1. Oktober 1932 bis zum 30. April 1933 war er Assistent am Städtischen Hygienischen Universitäts-Institut. | Unter Berufung auf die „Preußische Sparverordnung“ wurde Zinnemann zum 30. April 1933 vom Magistrat der Stadt gekündigt. | Im Anschluss an seine Entlassung arbeitete Zinnemann als Assistent an der Chirurgischen Abteilung des Krankenhauses der Israelitischen Gemeinde in Frankfurt. 1935 ging er zusammen mit seiner Verlobten Irene Loesch (* 1911 in Frankfurt), die er in Deutschland nicht hatte heiraten dürfen, nach Charkow. Er fand eine Anstellung als Bakteriologe und heiratete seine Verlobte die als Labortechnikerin arbeiten konnte. 1937 wurden beide Opfer der Großen Säuberung. Als Spione angeklagt, wurden sie zuerst verhaftet und dann nach Polen abgeschoben. 1938 konnten sie mit Unterstützung der Society for Protection of Science and Learning (SPSL) nach Großbritannien emigrieren. Nach dem Ausbruch des Zweiten Weltkrieges wurden Kurt und Irene Zinnemann von Mai 1940 bis Februar 1941 als Enemy Aliens auf der Isle of Man interniert. Danach konnte Zinnemann seine bereits 1938 begonnene Arbeit an der University of Leeds fortsetzen, wo er 1973 als Professor emeritiert wurde. | Zinnemann erhielt 1947 die britische Staatsbürgerschaft. In den 1950er Jahren stellte er einen Wiedergutmachungsantrag, dessen Ergebnis nicht dokumentiert ist. |